# Ludwig von Tiedemann

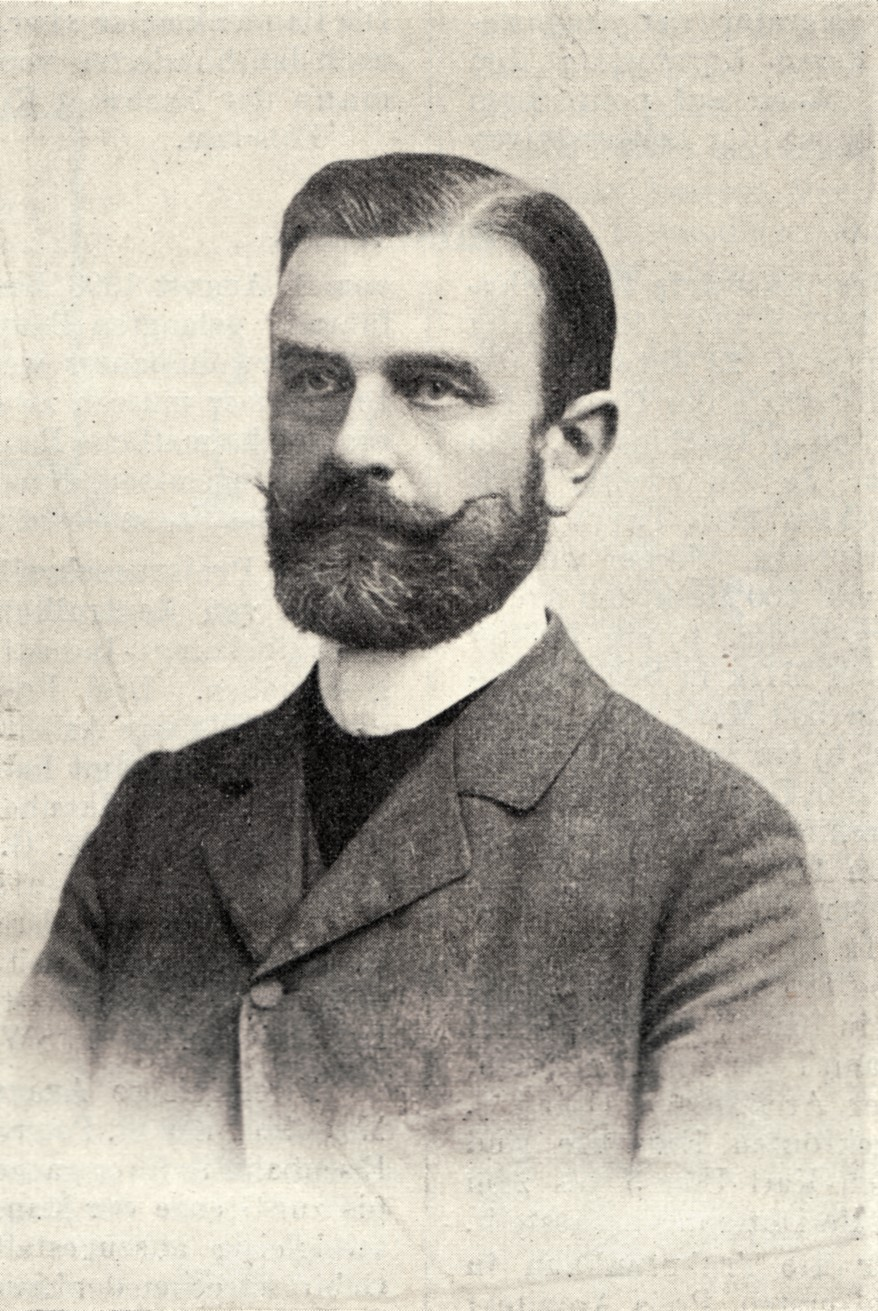
Ludwig von Tiedemann

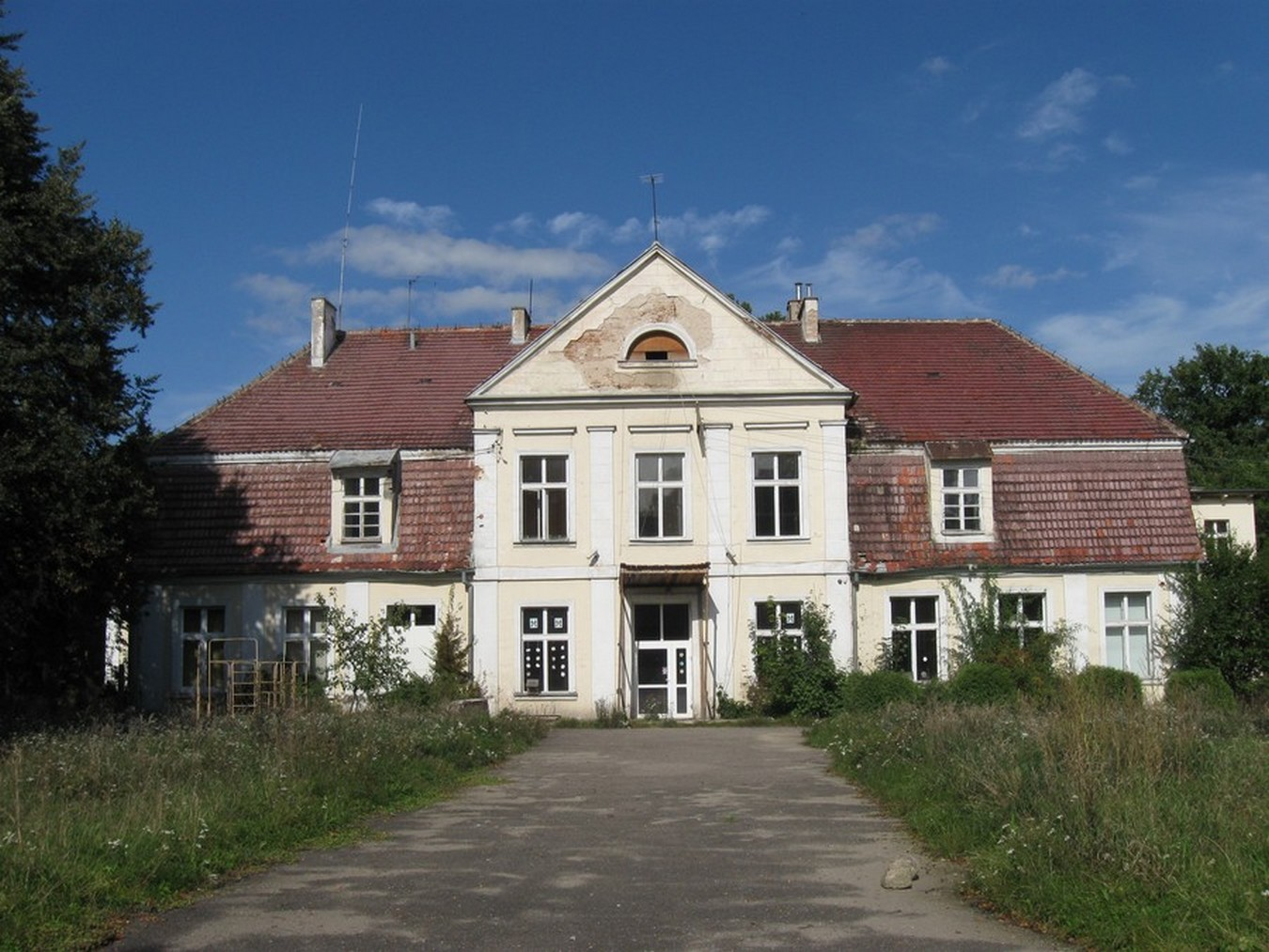
Herrenhaus in Russoschin, um 1800 erbaut, Stammsitz der Familie von Tiedemann

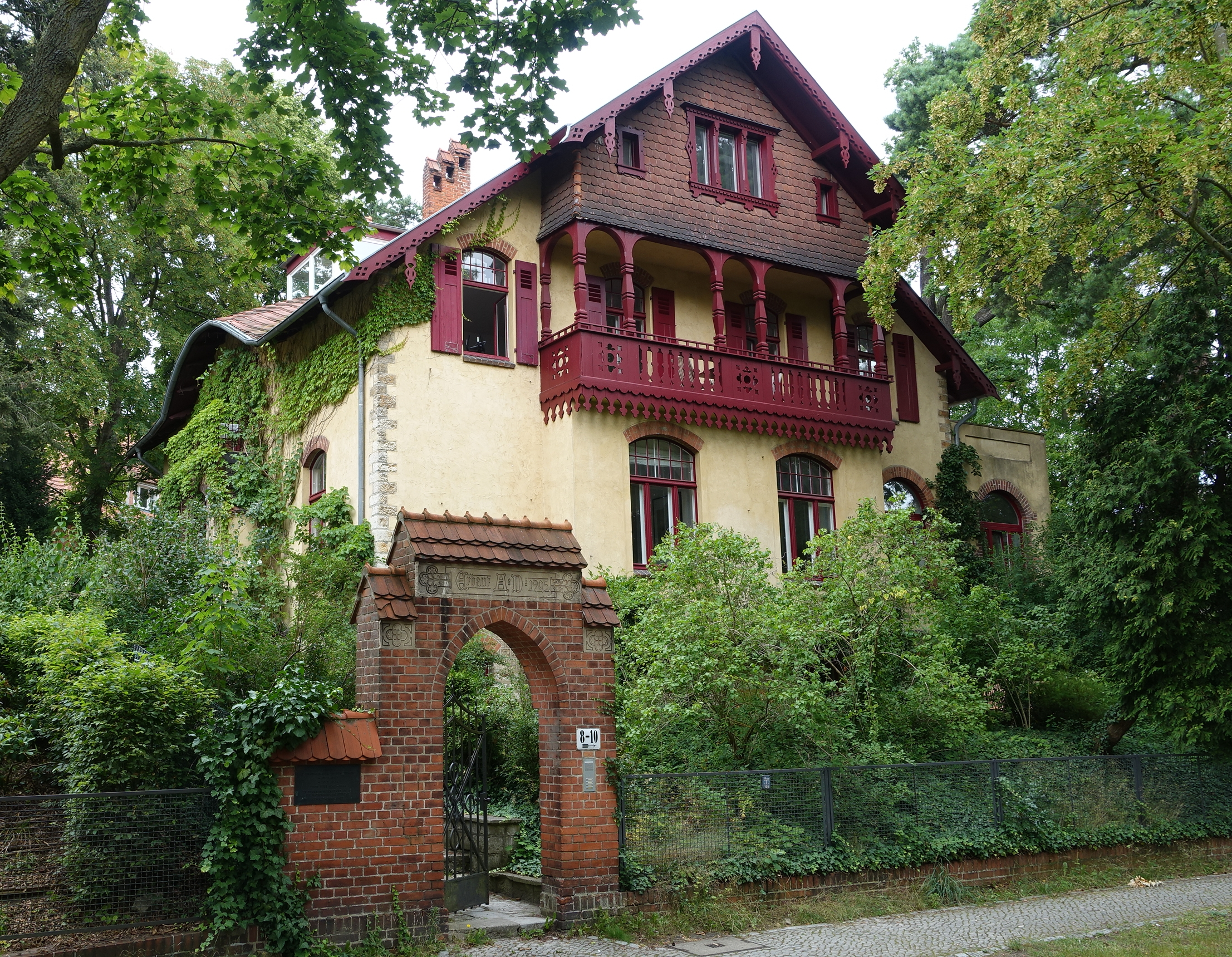
Letzter Wohnsitz von Tiedemanns in der Tristanstraße 8 in Berlin-Nikolassee

Ludwig Alexander Erdmann von Tiedemann (* 17. November 1841 in Russoschin (heute polnisch Rusocin) bei Danzig; † 2. März 1908 in Wannsee bei Berlin) war ein deutscher Architekt und preußischer Baubeamter. Er wirkte als Universitätsarchitekt in Halle (Saale), später beim preußischen Ministerium der öffentlichen Arbeiten in Berlin und zuletzt bei der Bezirksregierung Potsdam.

## Persönliches
Ludwig von Tiedemann wurde am 17. November 1841 als fünftes von sieben Kindern des Russoschiner Rittergutseigentümers Carl Ludwig Gustav Adolf von Tiedemann (1804–1867) und seiner Ehefrau Alexandrine Franciska Friederike geb. von Selchow (1814–1874) in Russoschin geboren. Er heiratete am 14. August 1875 in Friedrichroda Maria von Stuckrad (1852–1929), Tochter der Mathilde Marchand und des Offiziers und Strafanstaltdirektors Heinrich von Stuckrad, mit der er sechs Kinder hatte. Er starb am 2. März 1908 in Wannsee bei Berlin, heute Berlin-Wannsee. Sein dortiger letzter Wohnsitz war das 1905/1906 für ihn erbaute Haus Tristanstraße 8 in der Villenkolonie Nikolassee, 1943/1944 wohnte dort der Hitler-Attentäter Claus Schenk Graf von Stauffenberg.

## Werk
Nach Abitur am Marienstiftsgymnasium in Stettin und Studium an der Berliner Bauakademie in der Zeit von 1862 bis 1870 wirkte Ludwig von Tiedemann in den 1870er und 1880er Jahren als Architekt vorwiegend in Halle. Einige von ihm in dieser Zeit für die dortige Universität errichtete Bauten wurden restauriert und dienen unverändert ihrer ursprünglichen Bestimmung, wie das 1878–1880 errichtete Gebäude der Anatomie.
Das für die Universität Halle nach seinem Entwurf von 1878 bis 1880 errichtete Bibliotheksgebäude folgt dem Vorbild des Gebäudes der Bauakademie in Berlin, ebenso wie das 1878 für die Reichsbank in Halle erbaute Gebäude.
In den 1890er Jahren entwarf er die heutigen alten Kliniken der Medizinischen Universität in Breslau.
In den 1890er Jahren verlegte Tiedemann sein Tätigkeitsfeld in den Raum Berlin. Dort und in Potsdam errichtete er eine Reihe von Kirchen in historistischer Architektur, zumeist als Backsteinbauten in neugotischen oder neuromanischen Formen mit charakteristischen Fassadenabschnitten aus Feldsteinen oder Kalksteinen. Ähnliche Kirchenbauten nach seinen Entwürfen sind in den ehemaligen preußischen Provinzen Westpreußen und Posen erhalten, so in Zoppot, Grätz, Opalenitza, Seeheim und Kranz (Kręcko / Kr. Meseritz) sowie stark verändert in Oberstdorf (Landkreis Oberallgäu).
Weitere von ihm entworfene Kirchenbauten in Potsdam-Babelsberg (Bethlehemkirche auf dem Neuendorfer Anger, erbaut 1898/1899, 1941/1945 schwere Kriegsschäden, 1952 gesprengt), Danzig-Schidlitz (Heilandskirche, erbaut 1901, 1945 schwere Kriegsschäden, später abgerissen) und Storchnest (erbaut 1900, nach 1945 ungenutzt, in den 1970er Jahren abgerissen) sind nicht mehr vorhanden.

### Bauten

#### Halle (Saale)
- 1875–1886: Klinikbauten mit Krankenhauskapelle, Magdeburger Straße 22
- 1877: Eigenes Wohnhaus in der August-Bebel-Straße 17 (mit Friedrich Kuhnt)[9]
- 1878–1880: Anatomie, Große Steinstraße 52
- 1878–1880: Bibliotheksgebäude der Universität Halle, August-Bebel-Straße 13 (heute Magazingebäude der Universitäts- und Landesbibliothek Sachsen-Anhalt)
- 1878: Ehem. Reichsbankgebäude, An der Waisenhausmauer 12[10][11]

#### Breslau
- Ende 19. Jahrhundert: Gebäude der Alten Kliniken der Medizinischen Universität

#### Großraum Berlin
- 1894–1895: Pfarrkirche Altglienicke, Semmelweisstraße 4–6 in Berlin-Altglienicke (mit Hermann Bohl und Schaller) (Lage)
- 1895–1897: Evangelische Dorfkirche in Friedrichsthal (Oranienburg) (Lage)
- 1896–1897: Genezareth-Kirche in Erkner (mit Robert Leibnitz) (Lage)
- 1896–1897: Evangelische Dorfkirche in Schildow[12] (Lage)
- 1896–1897: Evangelische Dorfkirche in Liebenthal[13] (Lage)
- 1896–1898: Dorfkirche Biesdorf in Alt-Biesdorf (Umbau der Dorfkirche und Turmanbau) (Lage)
- 1900–1902: Bethanienkirche in Weißensee, mit Robert Leibnitz (nach Kriegszerstörung ist der Turm als Ruine erhalten) (Lage)
- 1902–1903: Dorfkirche Rosenthal b. Berlin (Westbau, mit Robert Leibnitz) (Lage)
- 1903–1905: Evangelische Glaubenskirche, Roedeliusplatz in Lichtenberg bei Berlin (mit Robert Leibnitz)  (Lage)
- 1903–1906: Dreifaltigkeitskirche in Lankwitz b. Berlin  (Lage)
- 1904–1906: Friedenskirche, Eibseestraße in Grünau, 1999 rekonstruiert[14] (Lage)
- 1907–1909: Dorfkirche Hohen Neuendorf (mit Georg Büttner[15]) (Lage)

#### Potsdam und Umgebung
- 1893–1894: Pfingstkirche in der Nauener Vorstadt von Potsdam[16]
- 1897–1898: Klosterkirche St. Maria in Kloster Zinna
- 1899: Bethlehemkirche in Neuendorf bei Potsdam (nicht erhalten)[17]
- 1901–1902: Dorfkirche Deetz (Groß Kreutz (Havel)) (Weitgehender Umbau und Erweiterung der mittelalterlichen Dorfkirche)[18]
- 1902–1903: Dorfkirche Bornim in Potsdam-Bornim
- 1903–1904: Dorfkirche Grebs in Kloster Lehnin
- 1904–1905: Oberlinkirche in Potsdam-Babelsberg[19]
- 1904–1905: Turm der Dorfkirche in Uetz[20]

#### Zoppot
- 1899–1901: Evangelische Erlöserkirche (mit Arthur Kickton; nach 1945: katholische Garnisonskirche St. Georg)

#### Grätz
- 1904–1905: Evangelische Kirche (nach 1945: katholische Kirche des Heiligen Herzen Jesu)

#### Seeheim
- 1896–1897: Evangelische Kirche (seit 1935: katholische Kirche St. Teresa)

#### Kranz (Kr. Meseritz)
- 1880: Evangelische Kirche Kranz (nach 1945: katholische Kirche „Von der Verklärung des Herrn“)

#### Opalenitza
- 1900: Evangelische Kirche (nach 1945: katholische Kirche St. Joseph)[21]

#### Oberstdorf
- 1905–1906: Evangelische Christuskirche (1955/56 grundlegend umgebaut und erweitert)[22]

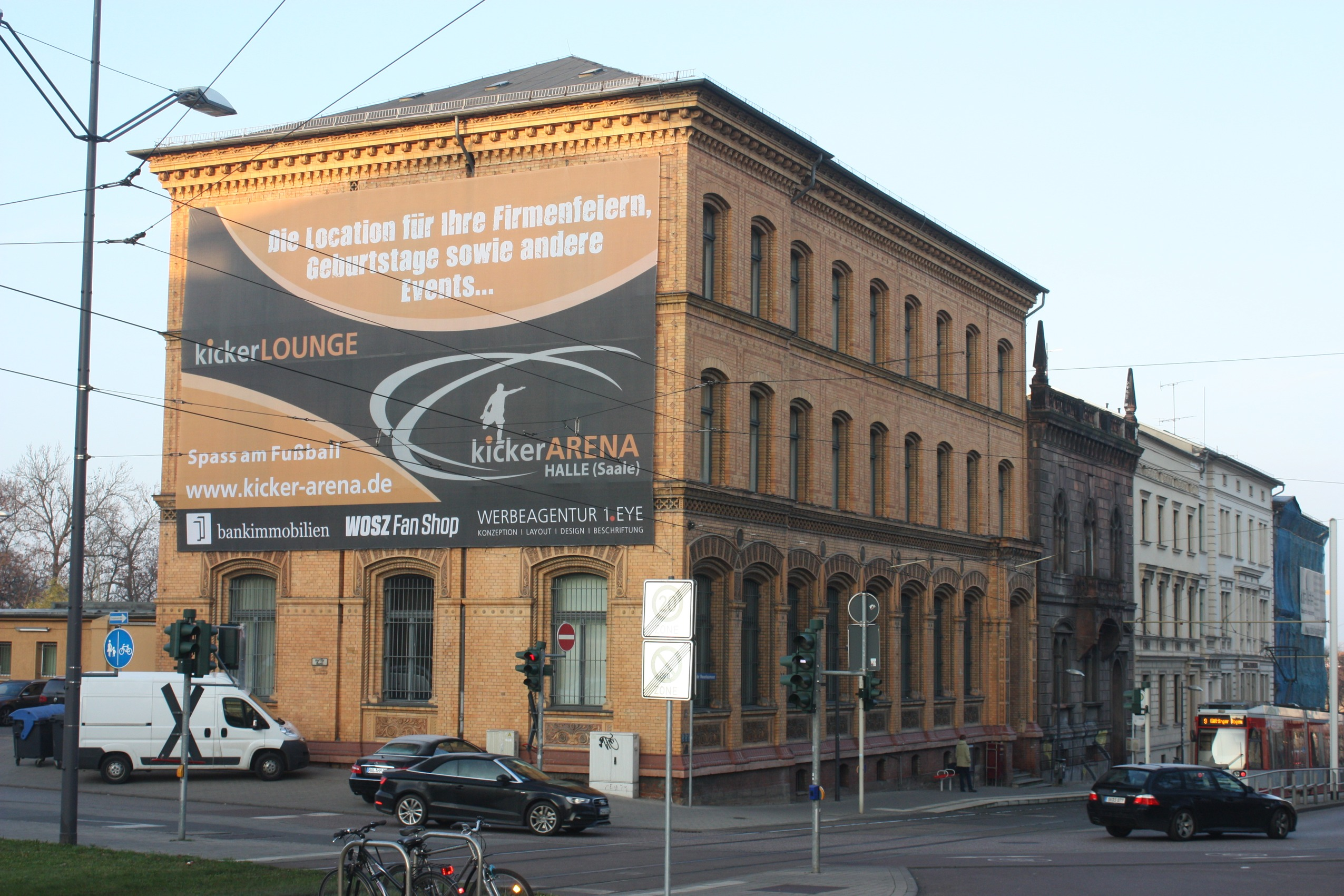
Halle (Saale), ehemaliges Gebäude der Reichsbank, An der Waisenhausmauer 12
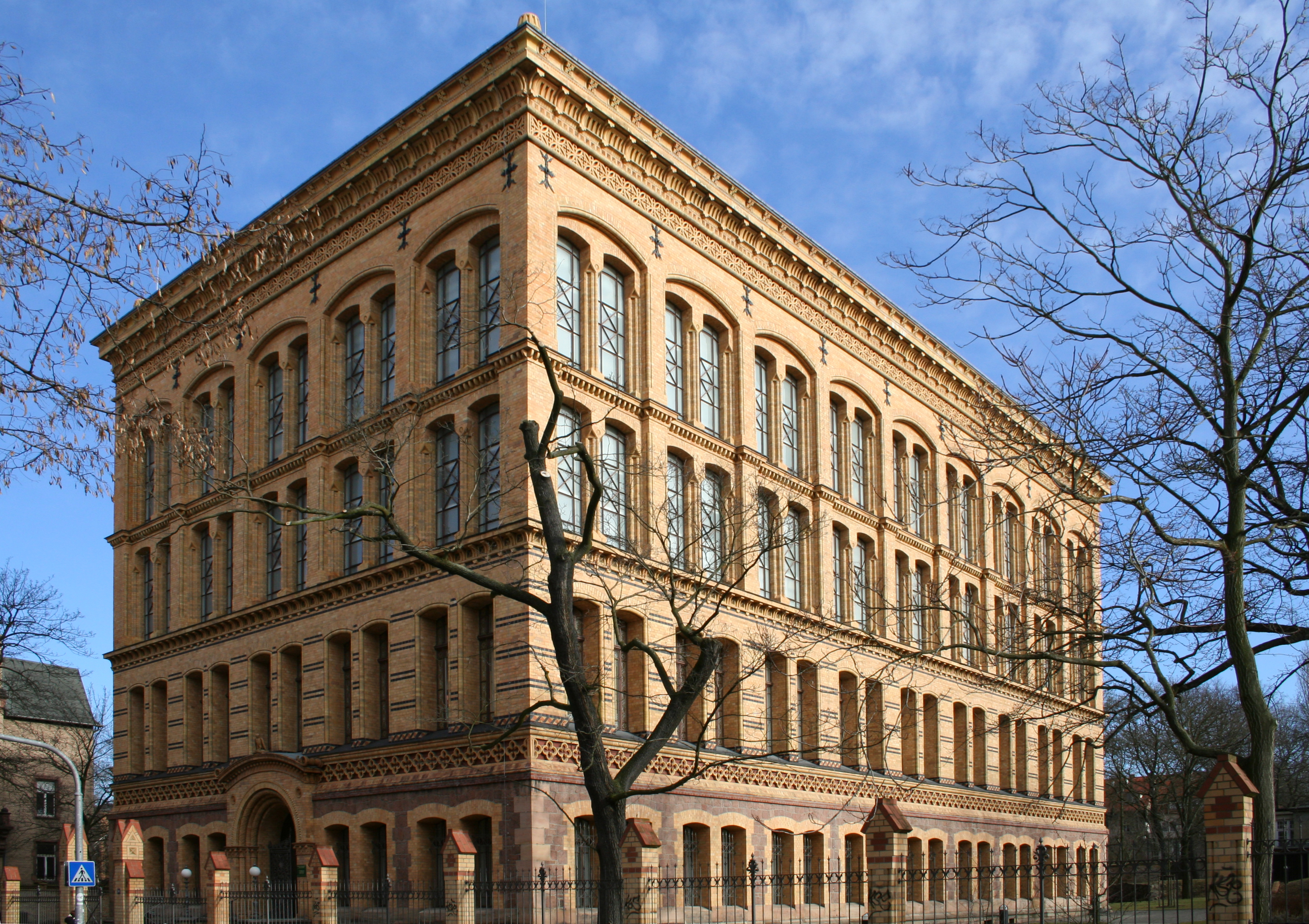
Hauptgebäude der Universitäts- und Landesbibliothek von Sachsen-Anhalt in Halle (Saale)
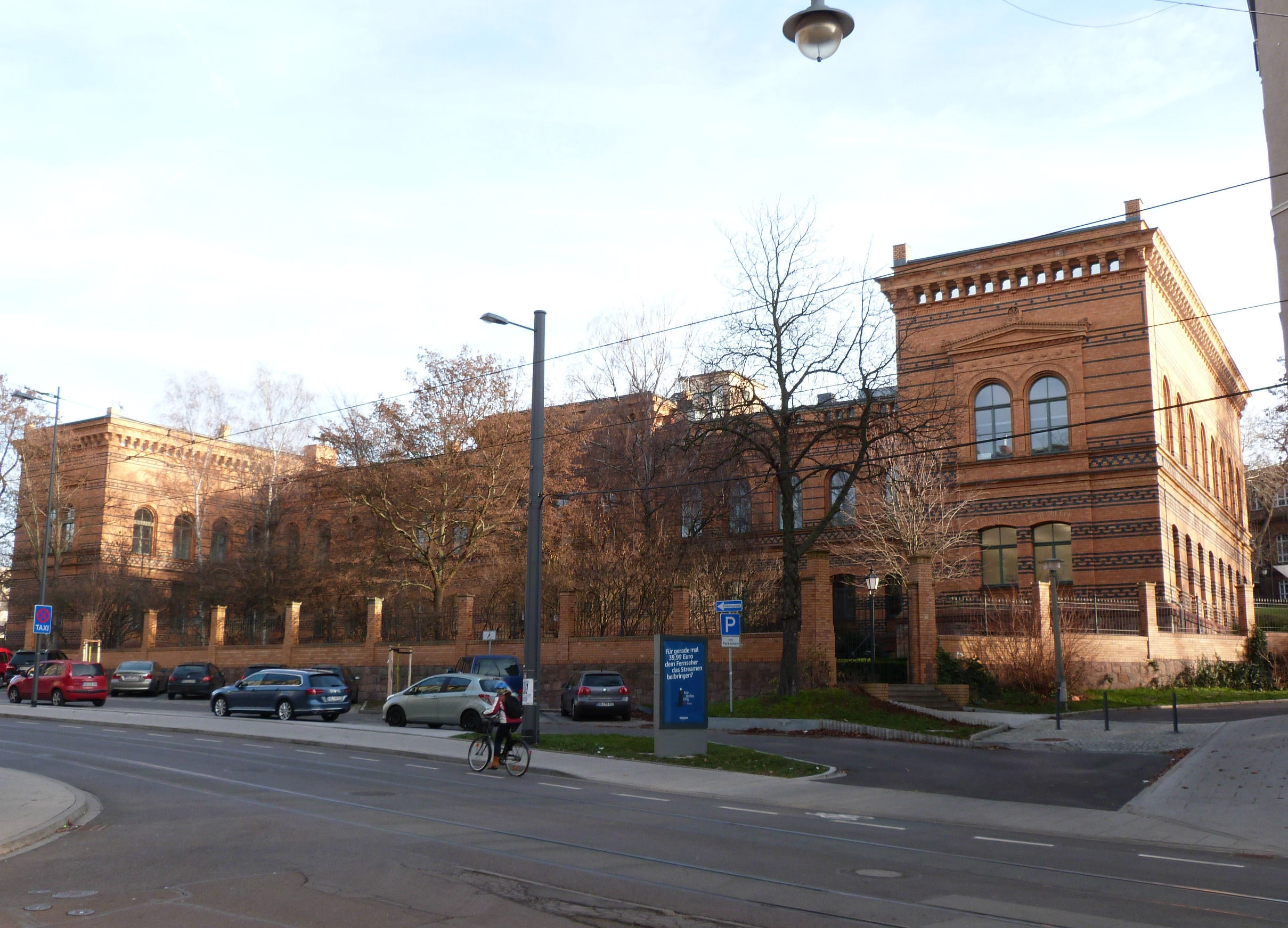
Halle (Saale), Anatomie, Große Steinstraße 52
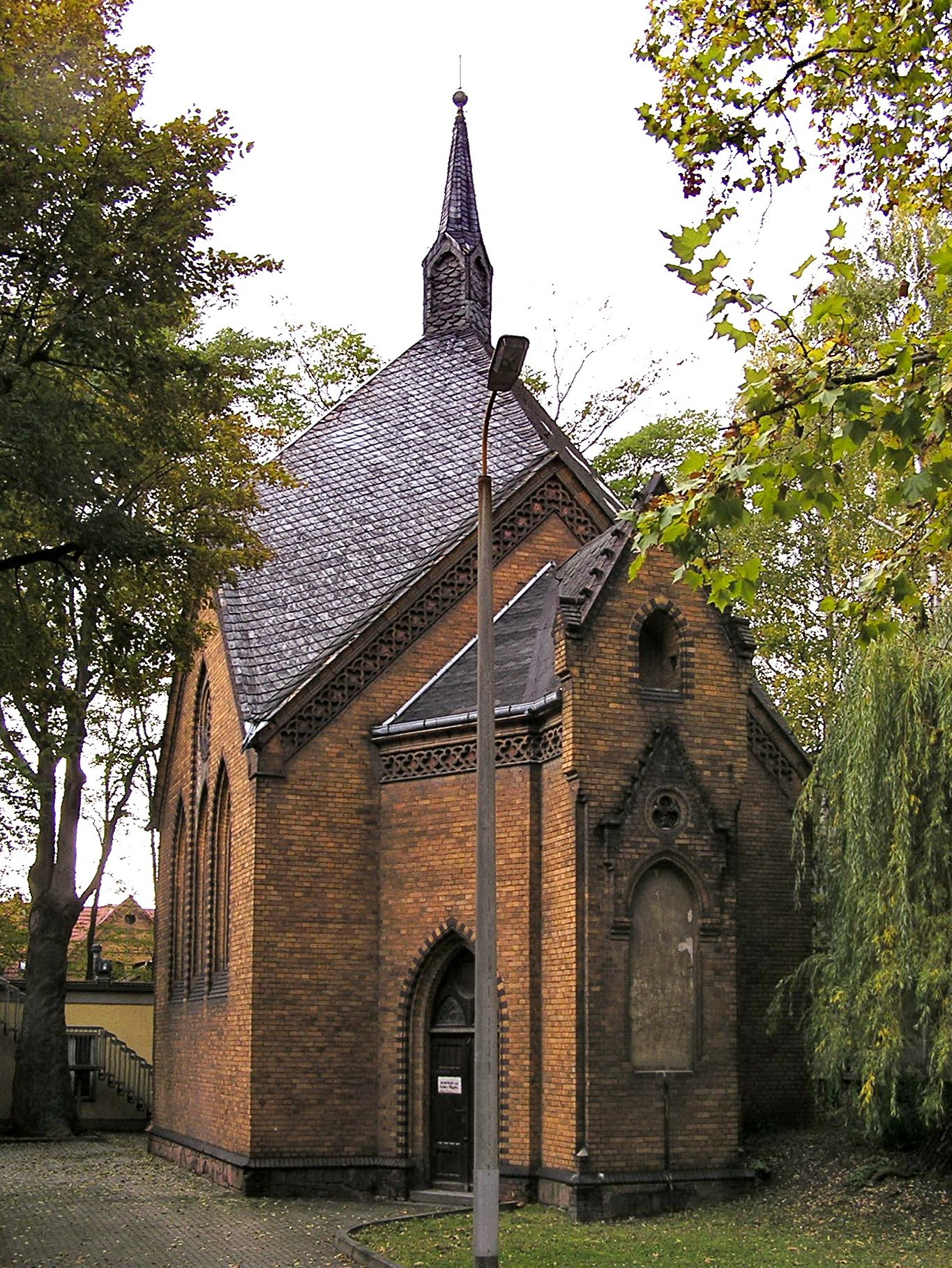
Krankenhauskapelle der Universitätsklinik Halle (Saale)
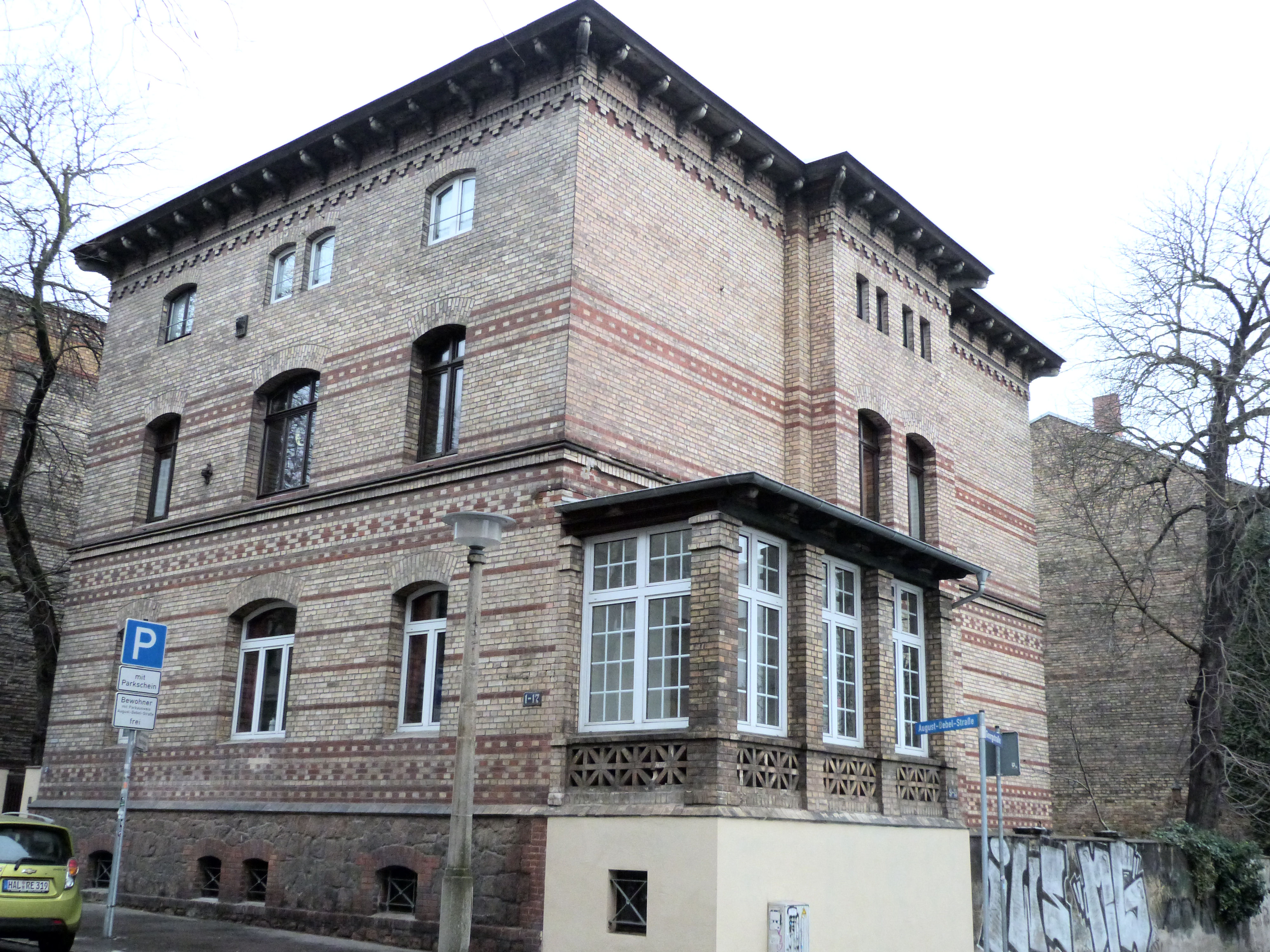
Eigenes Wohnhaus, August-Bebel-Str. 17, Halle (Saale)
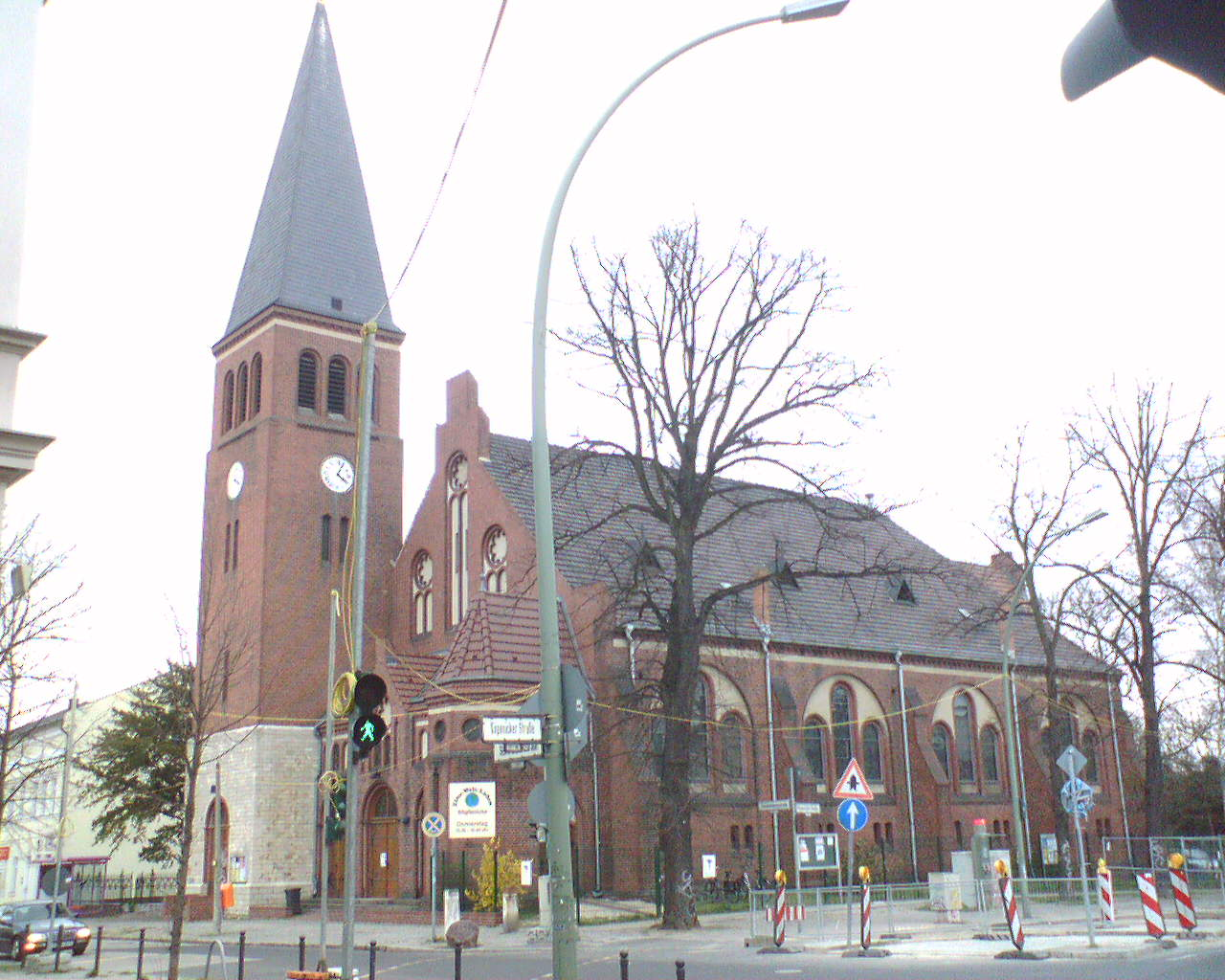
Pfarrkirche Berlin-Altglienicke
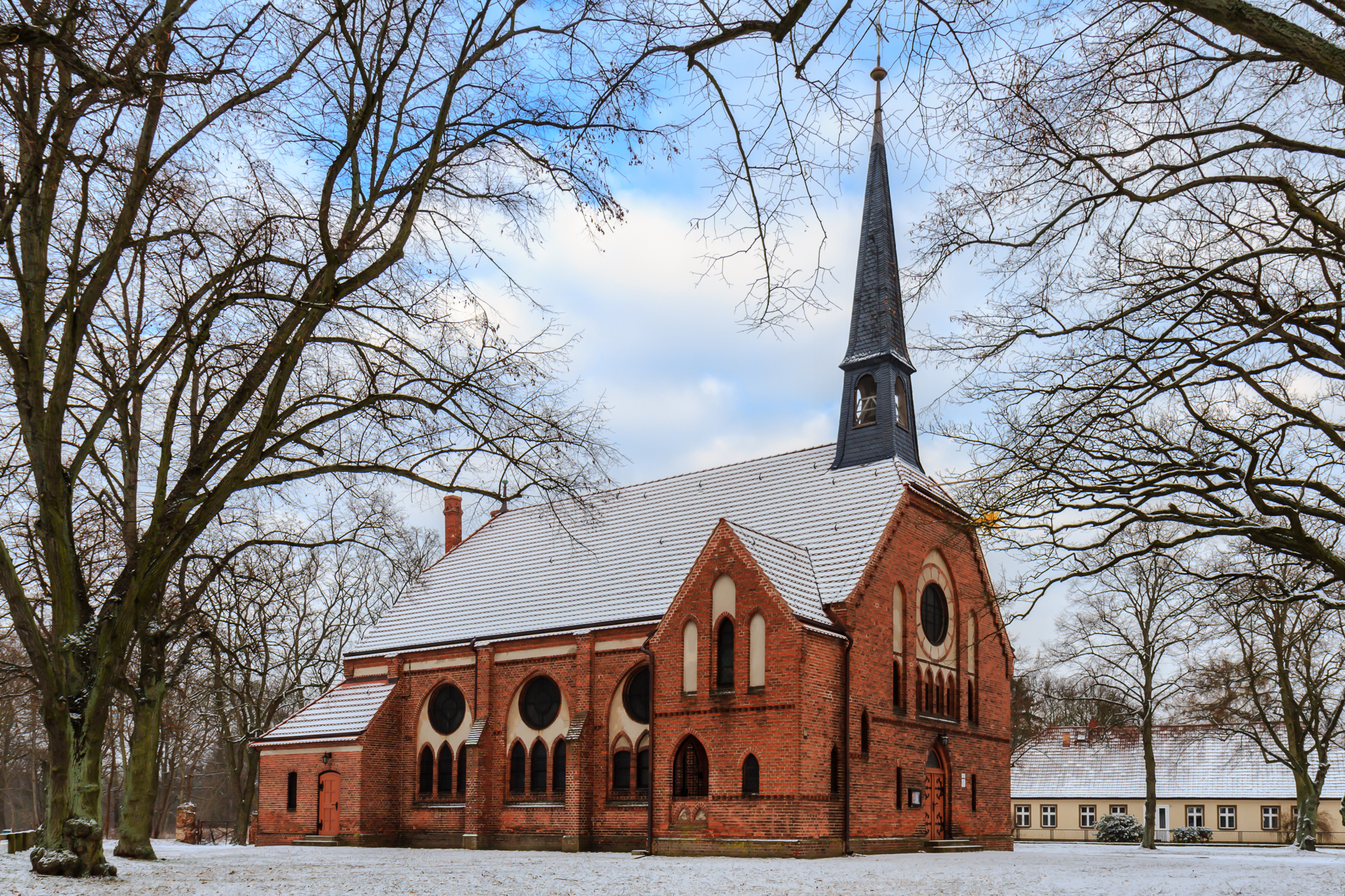
Evangelische Kirche in Friedrichsthal
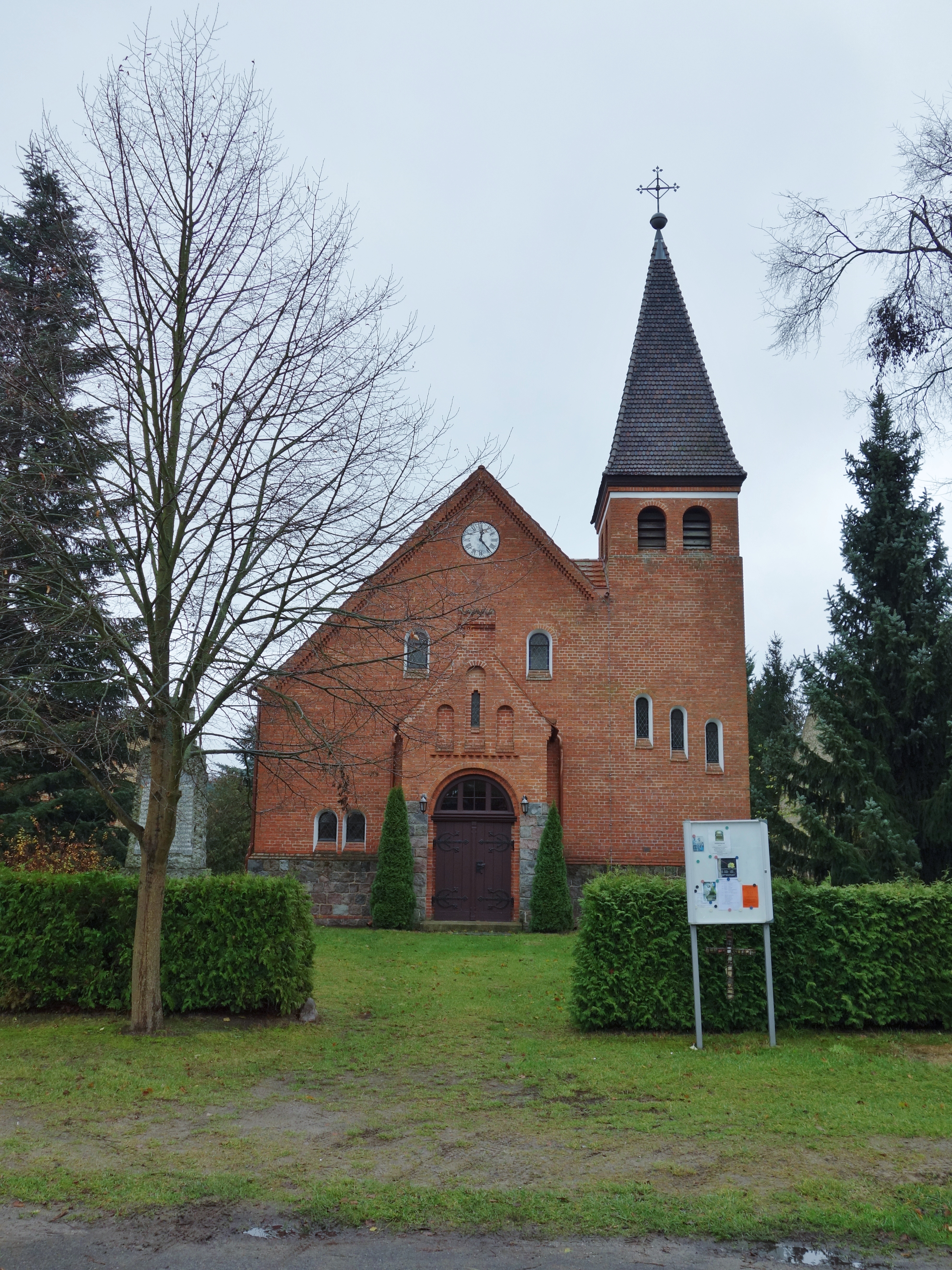
Dorfkirche Liebenthal
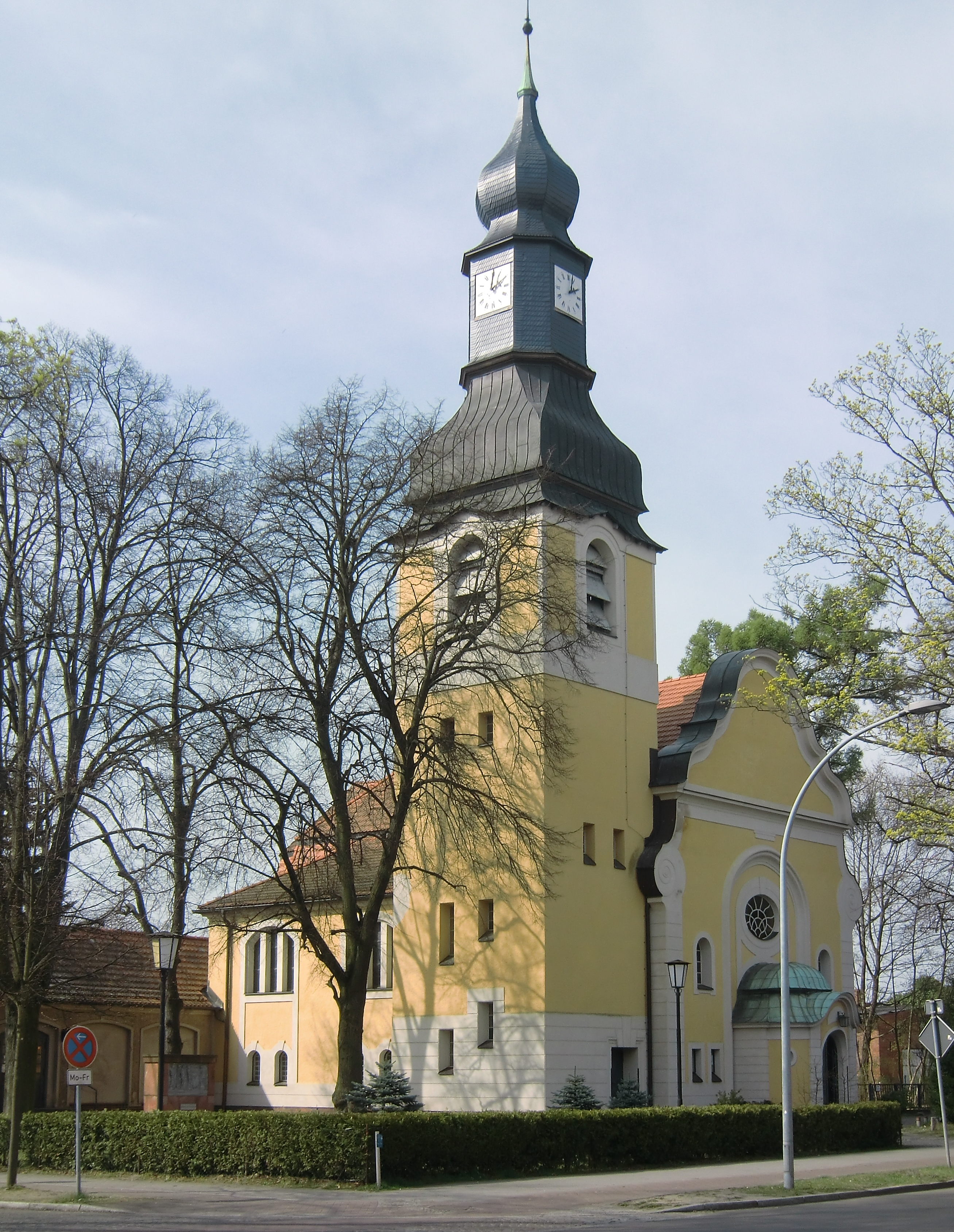
Dorfkirche Hohen Neuendorf
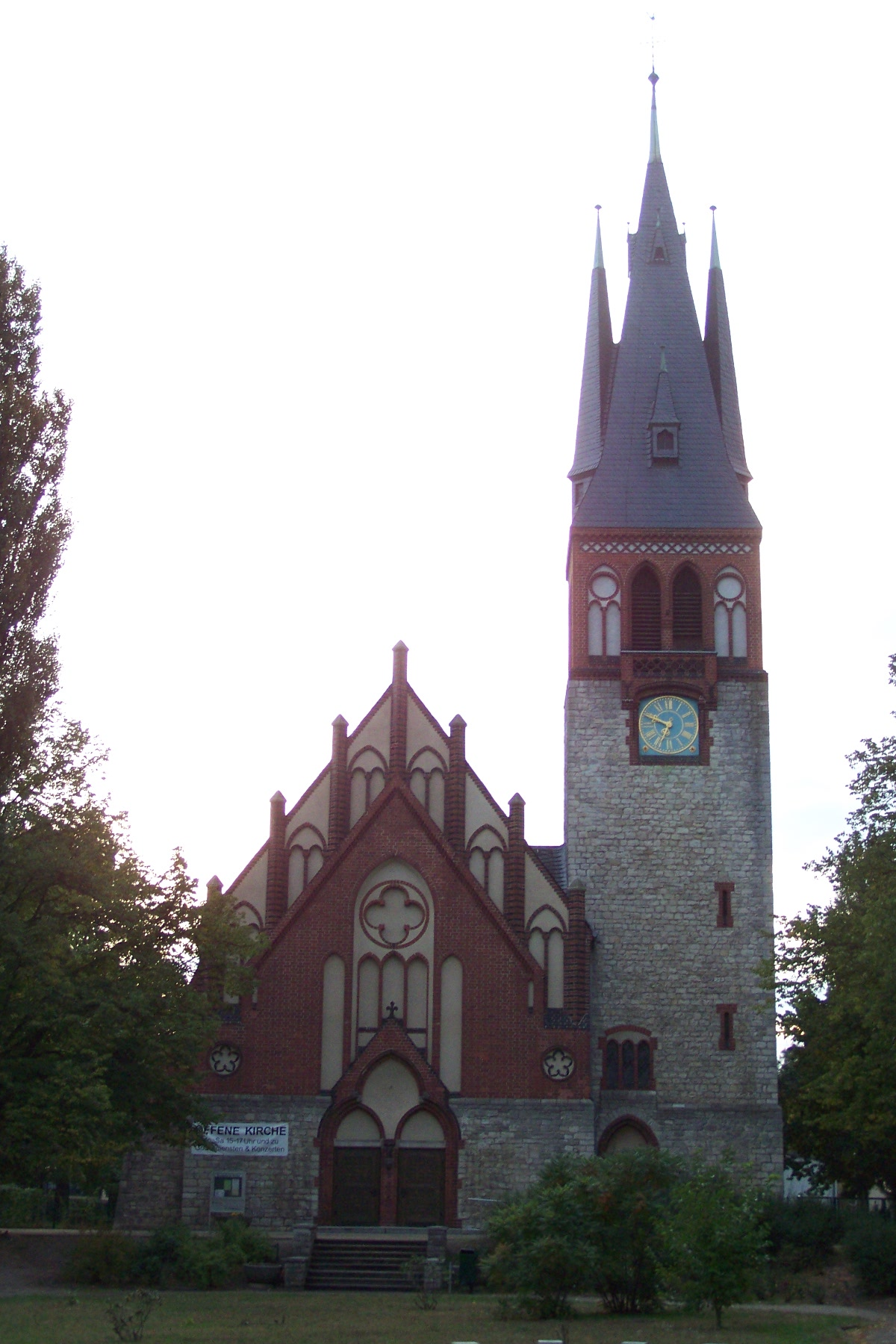
Genezareth-Kirche Erkner
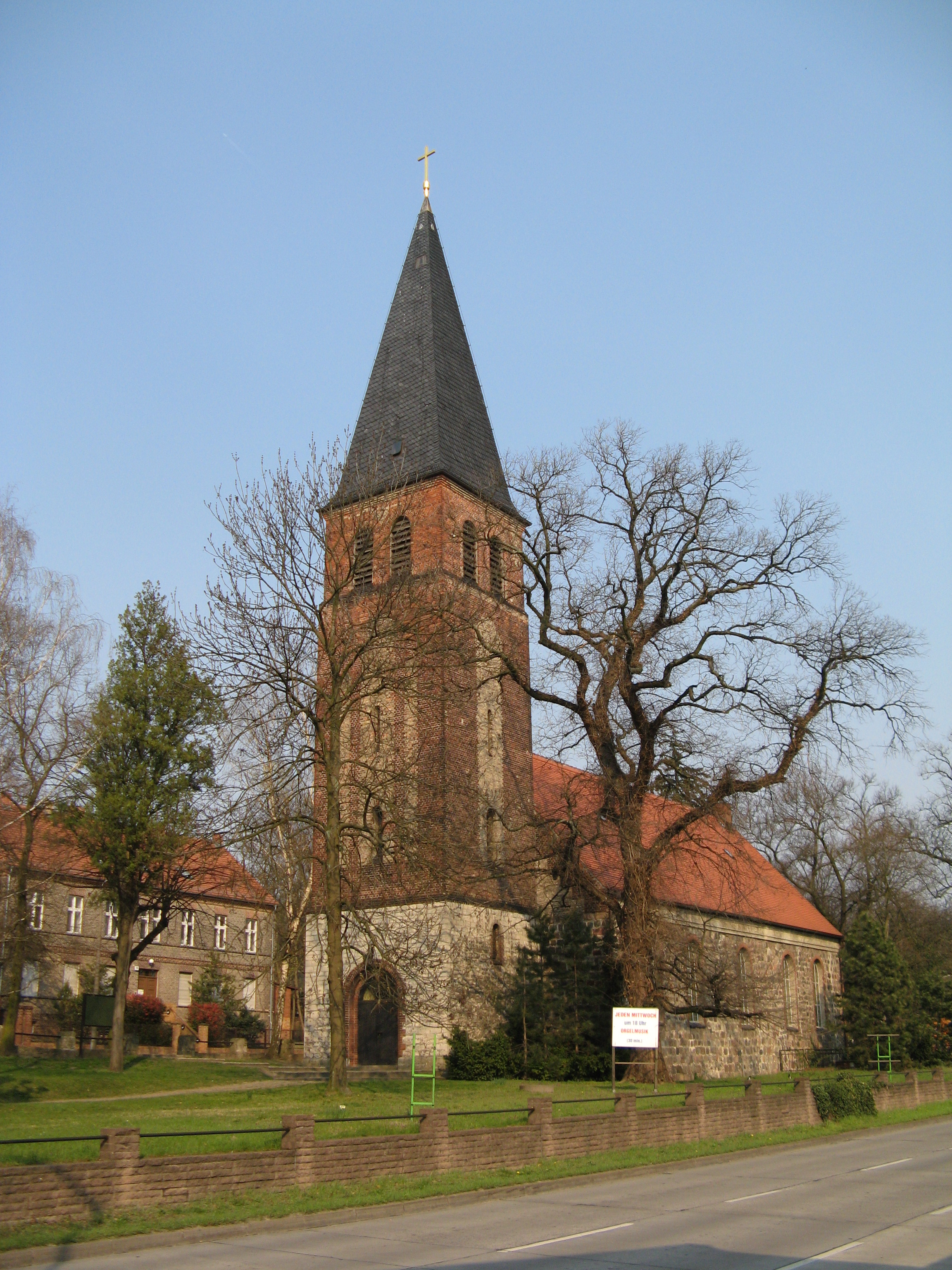
Dorfkirche Berlin-Biesdorf
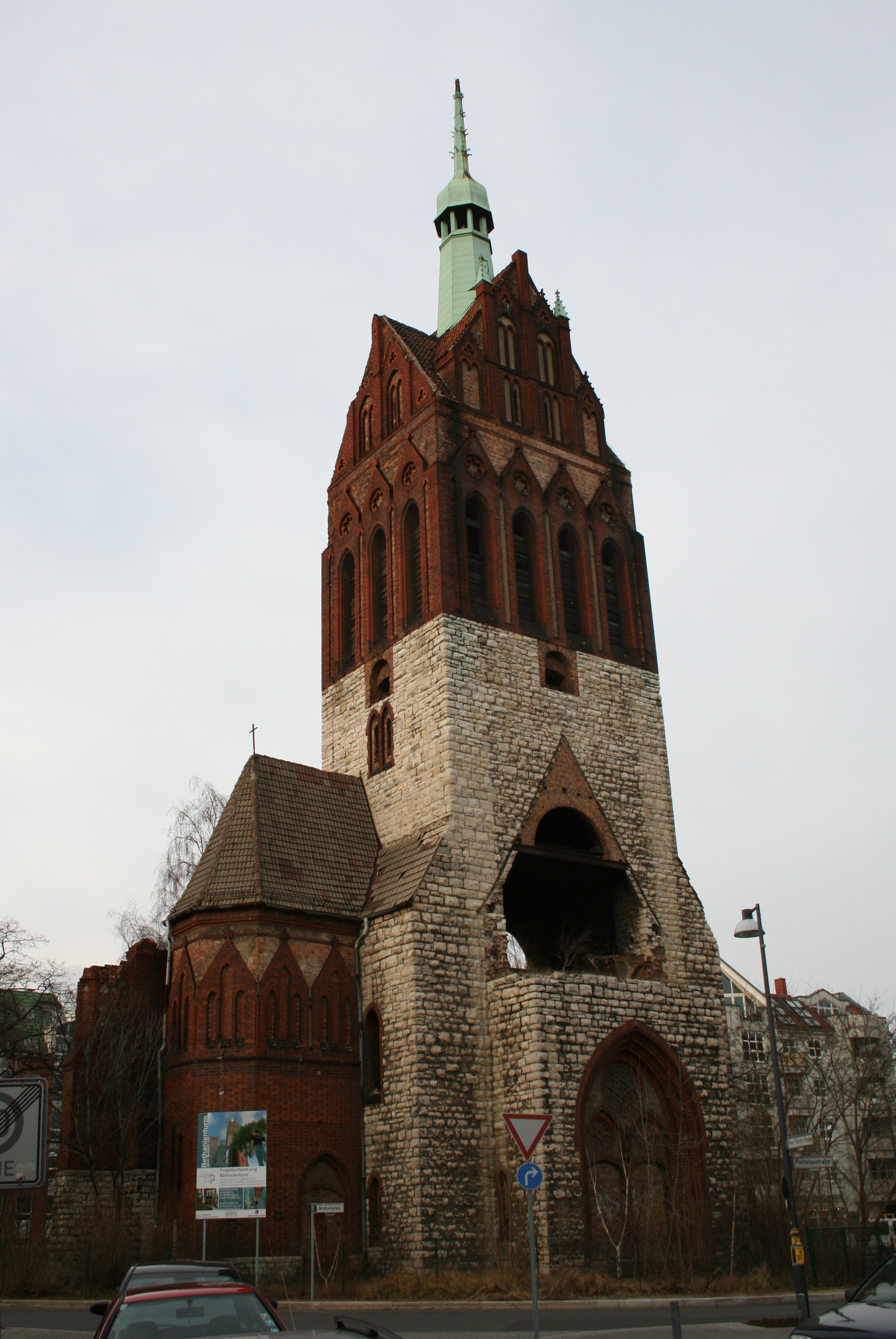
Turm der Bethanienkirche Berlin-Weißensee
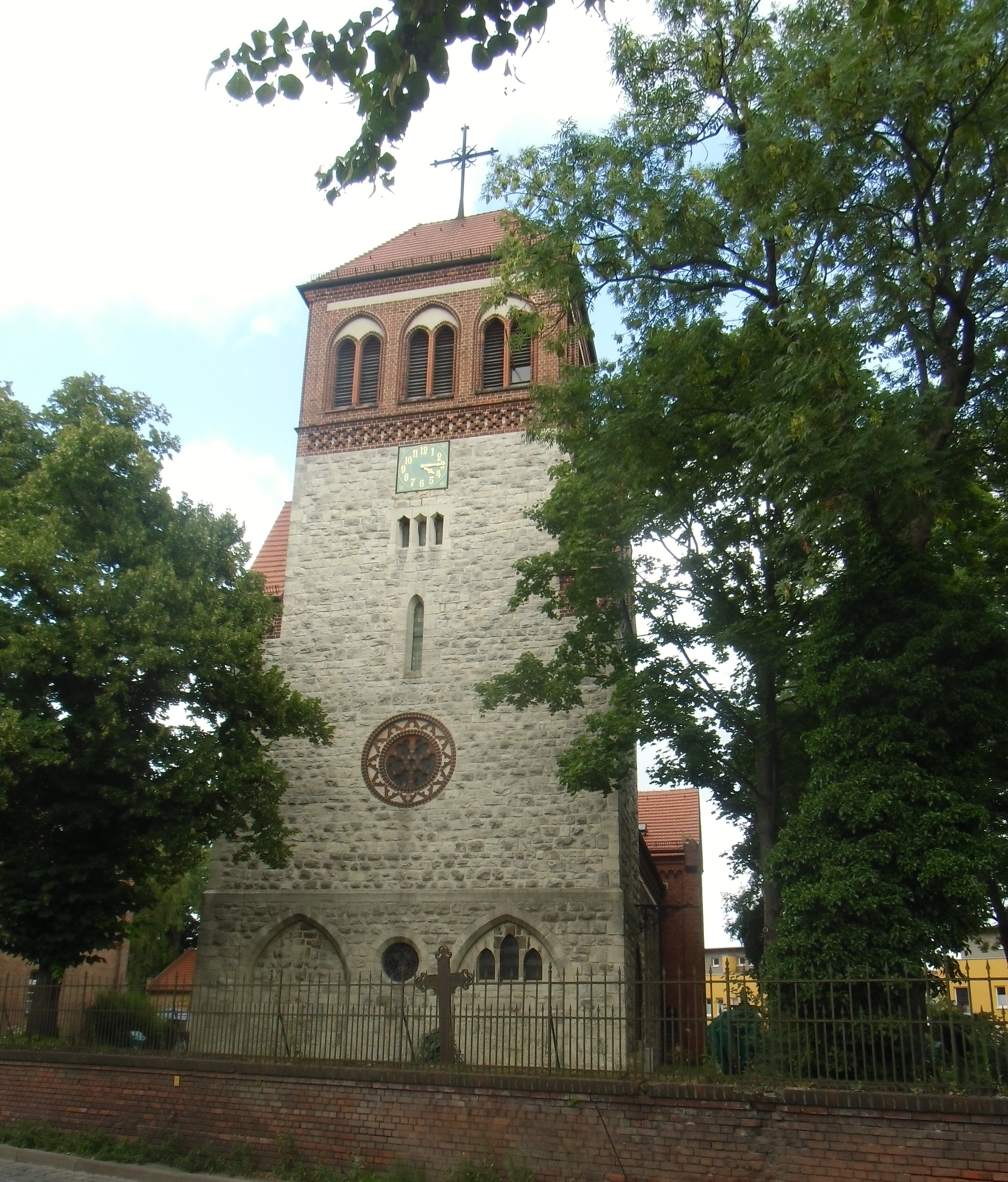
Westbau der Dorfkirche Rosenthal
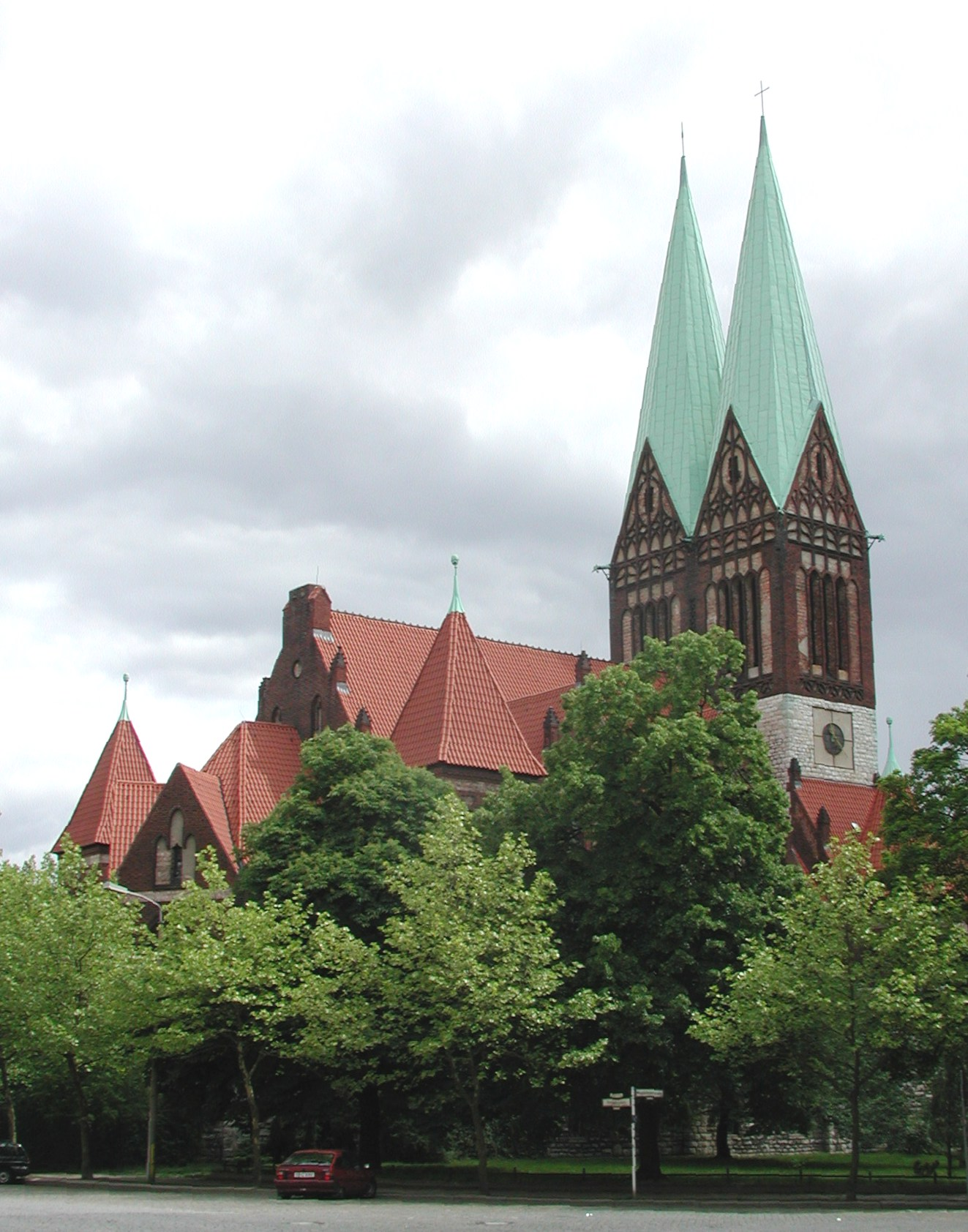
Ehem. Glaubenskirche Berlin-Lichtenberg
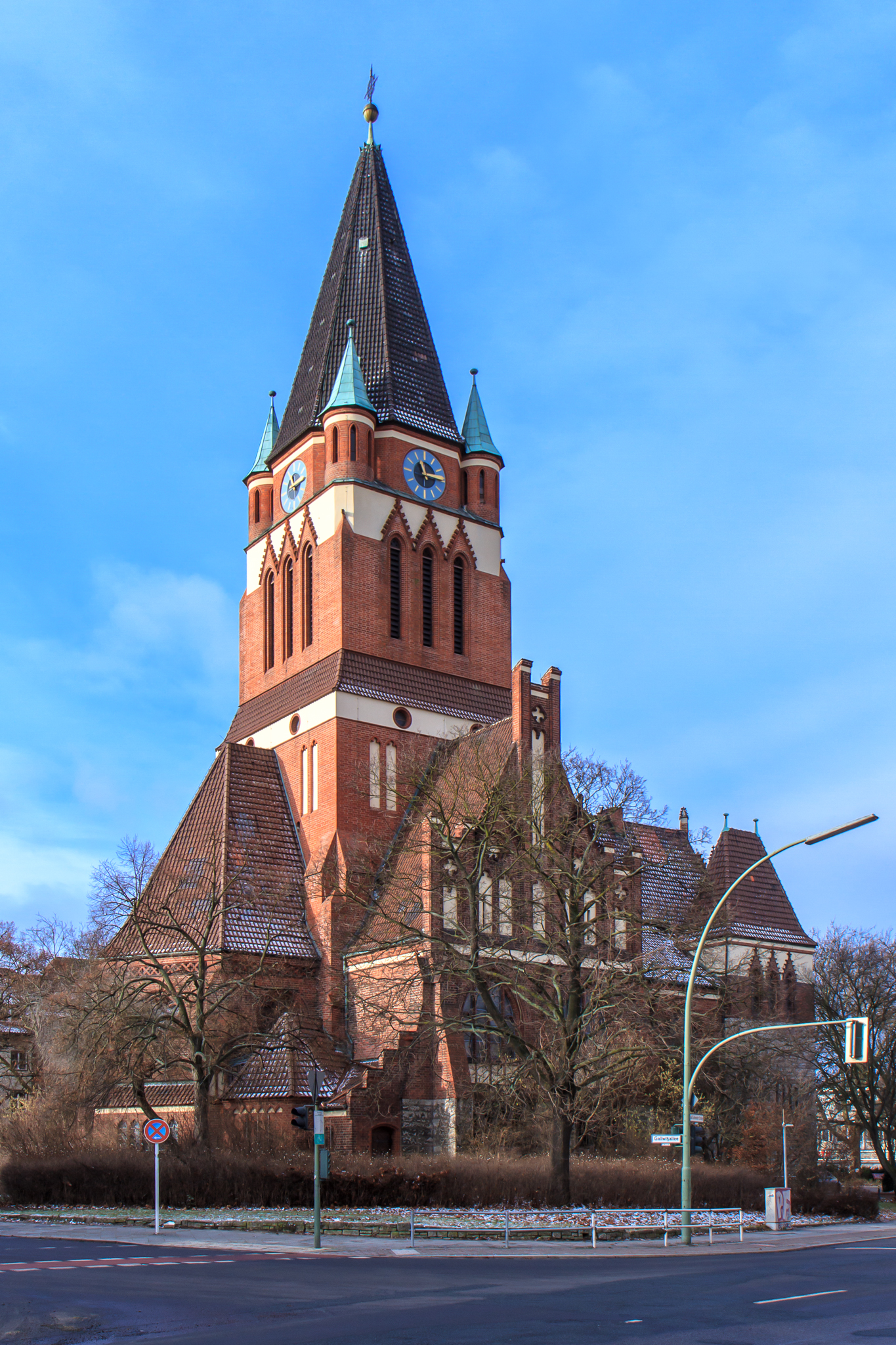
Dreifaltigkeitskirche Berlin-Lankwitz
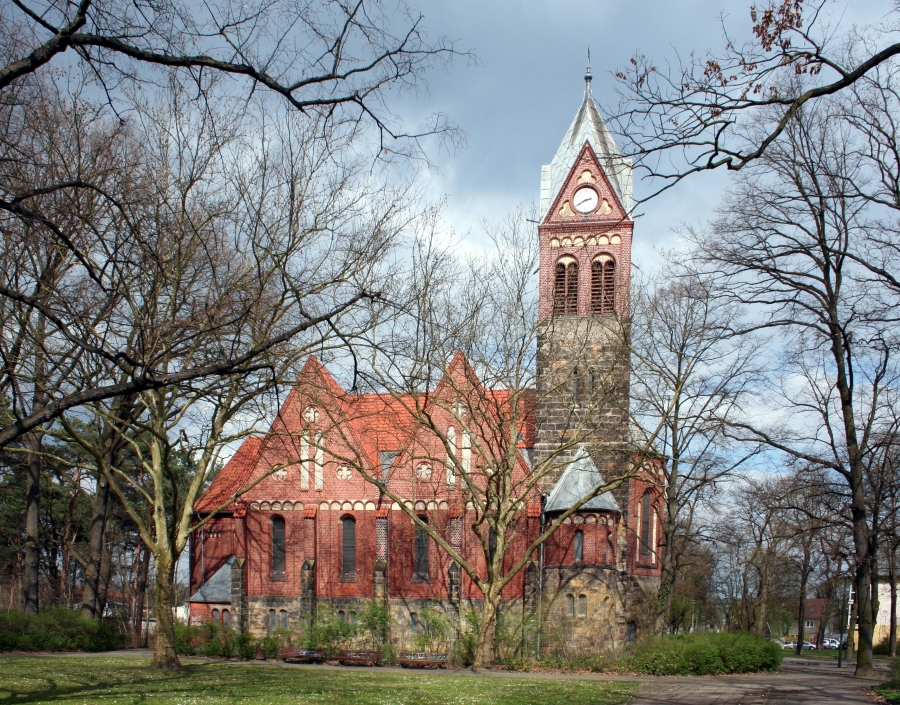
Friedenskirche Berlin-Grünau
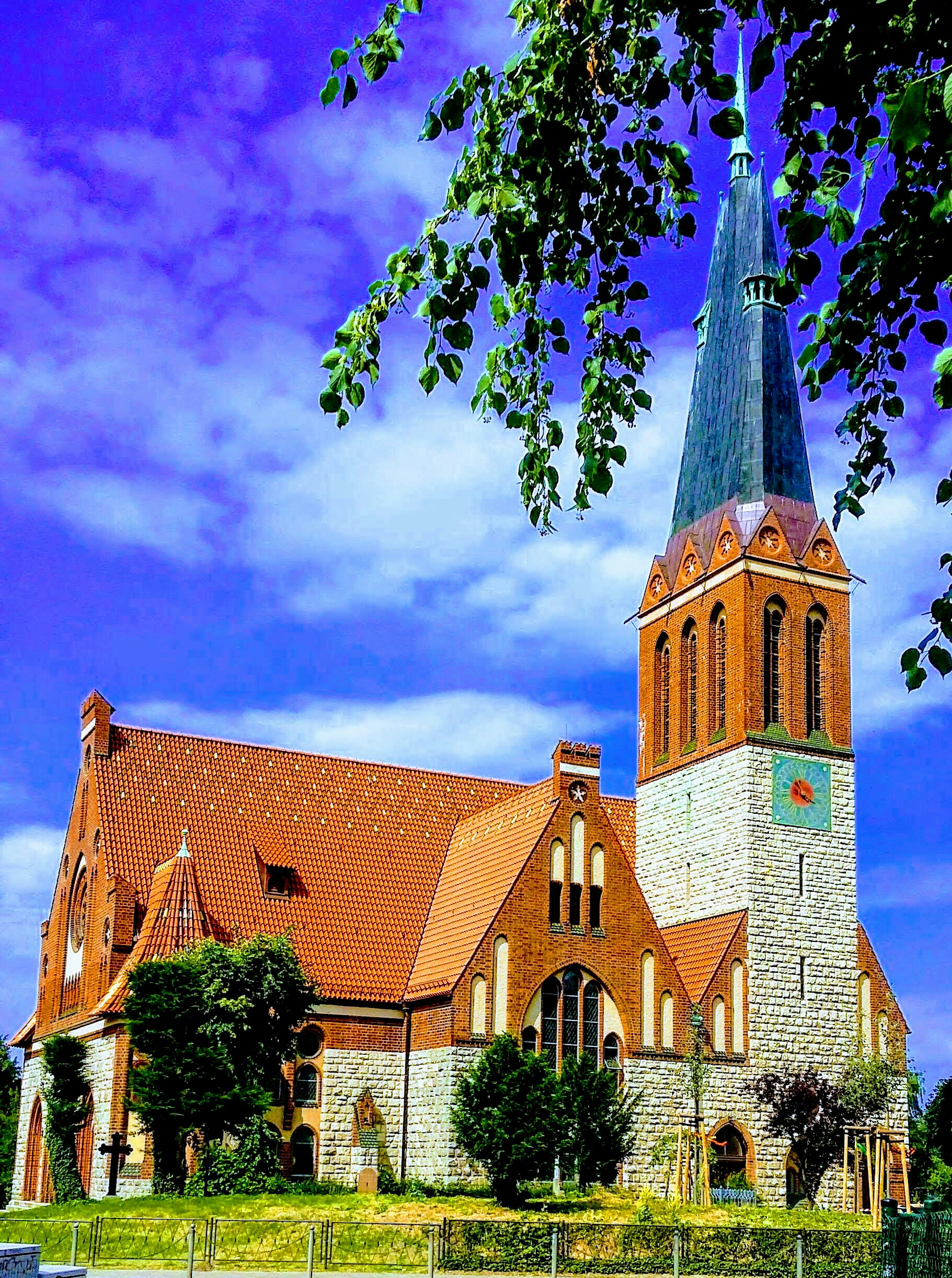
Dorfkirche Potsdam-Bornim
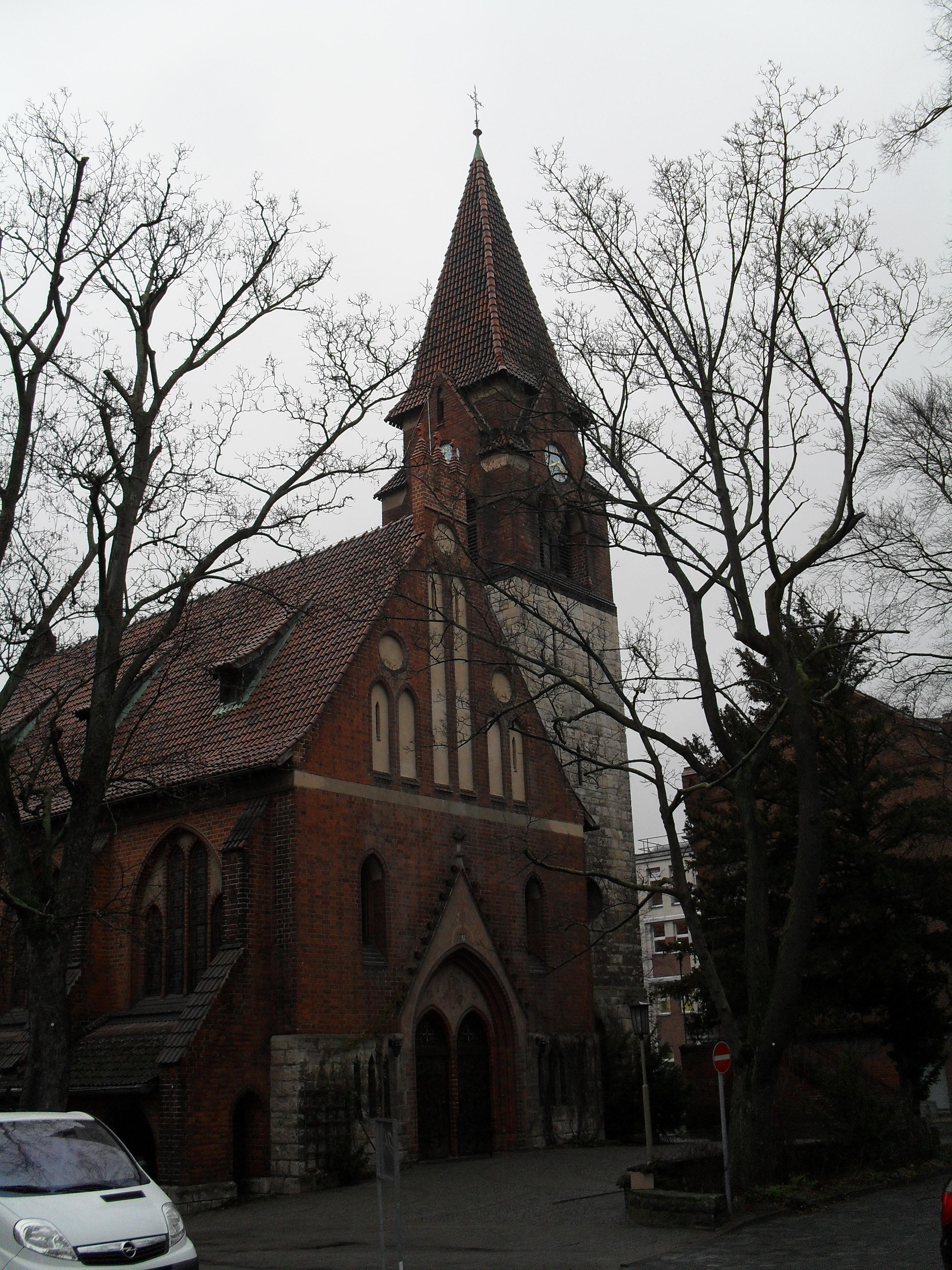
Oberlinkirche Potsdam-Babelsberg
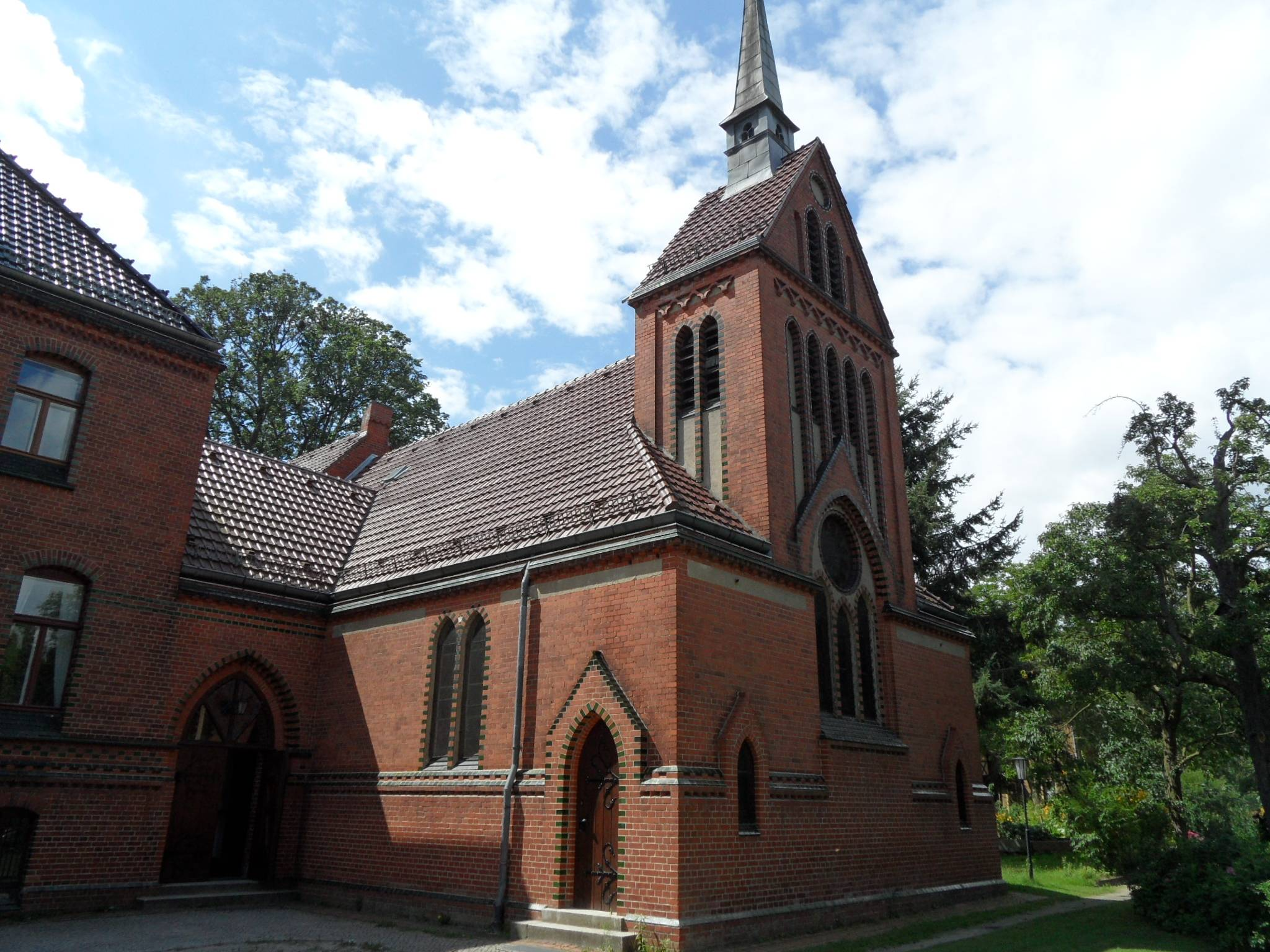
Pfingstkirche Potsdam
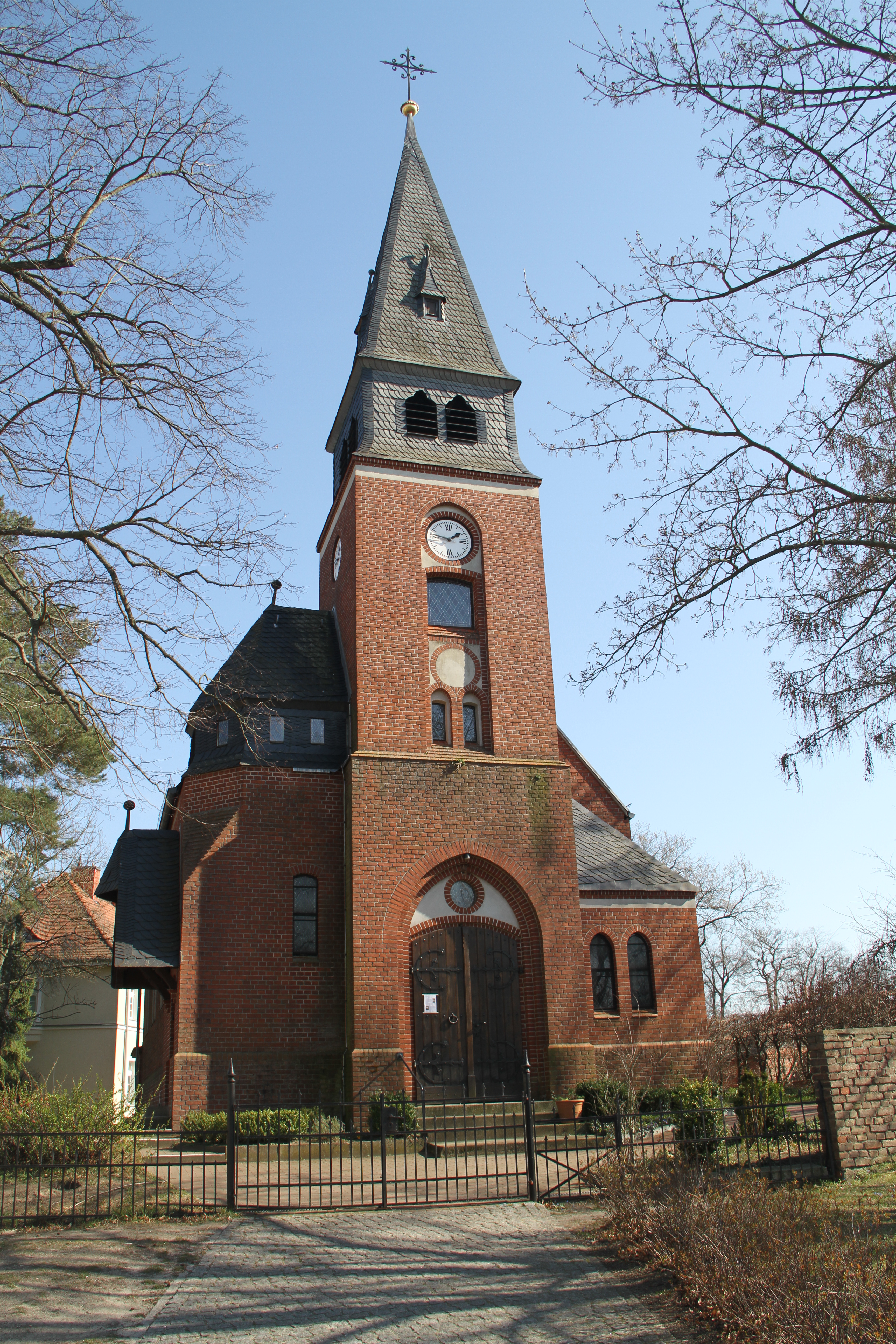
Dorfkirche Schildow
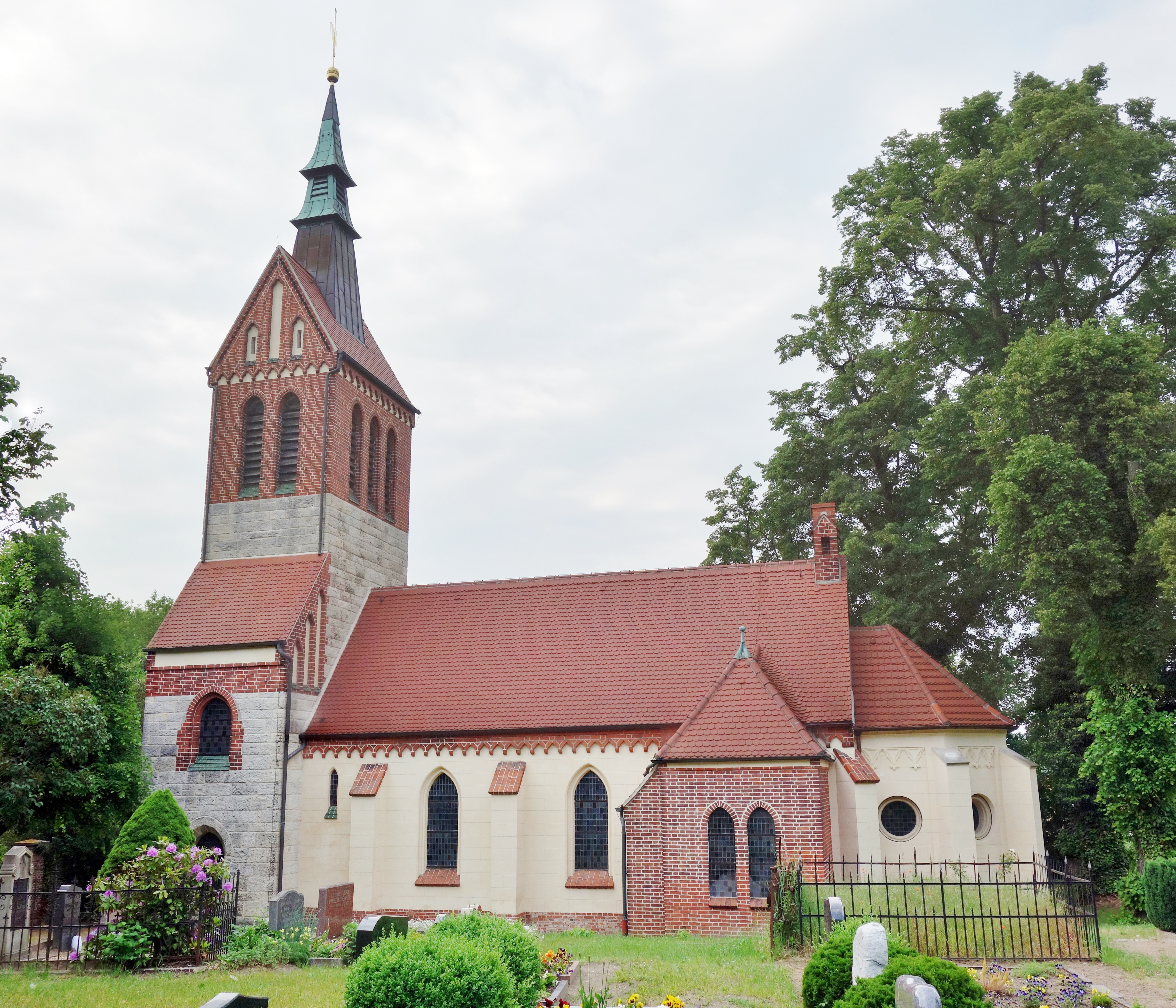
Dorfkirche Uetz
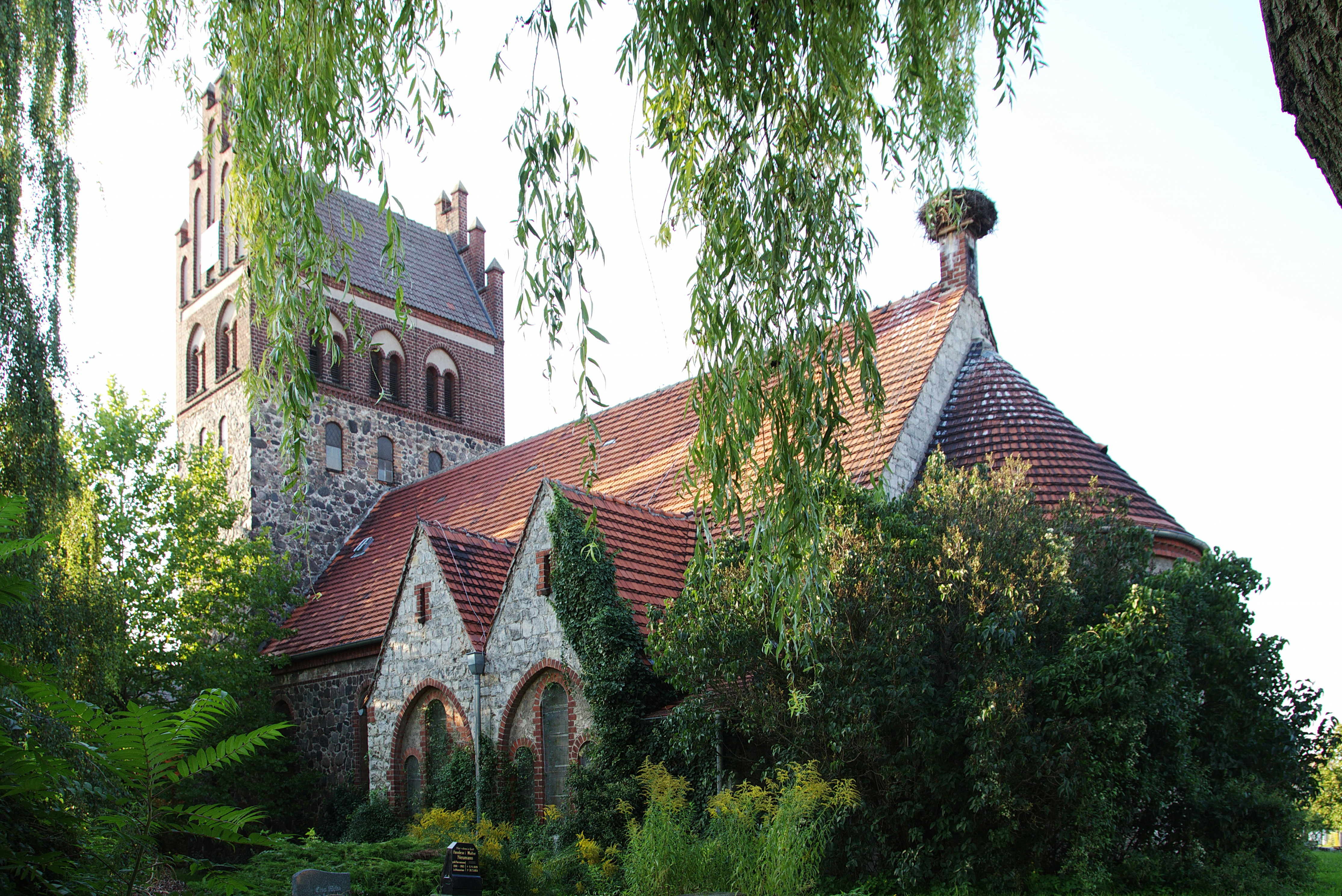
Dorfkirche Deetz
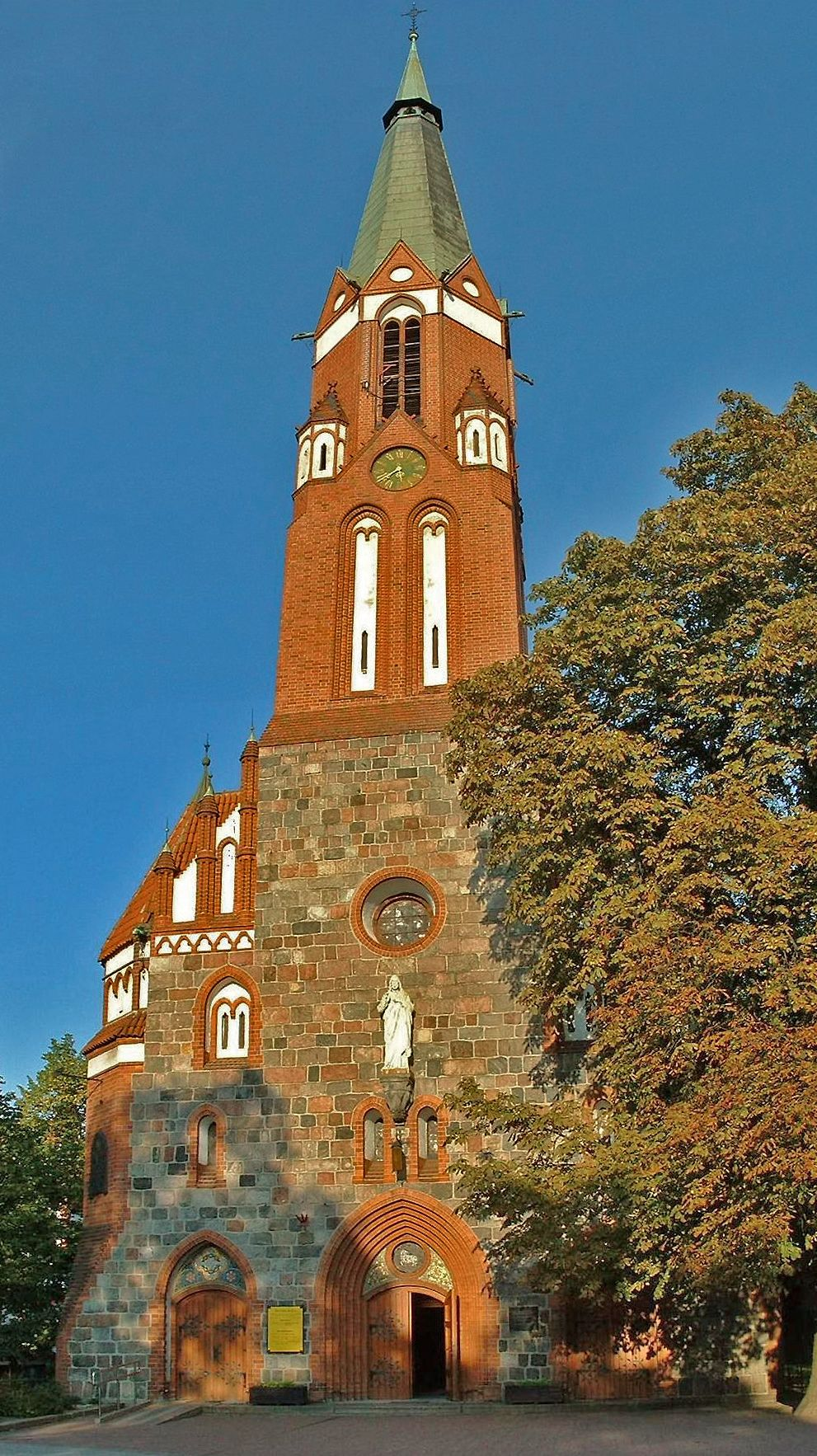
Ehem. evangelische Erlöserkirche Zoppot
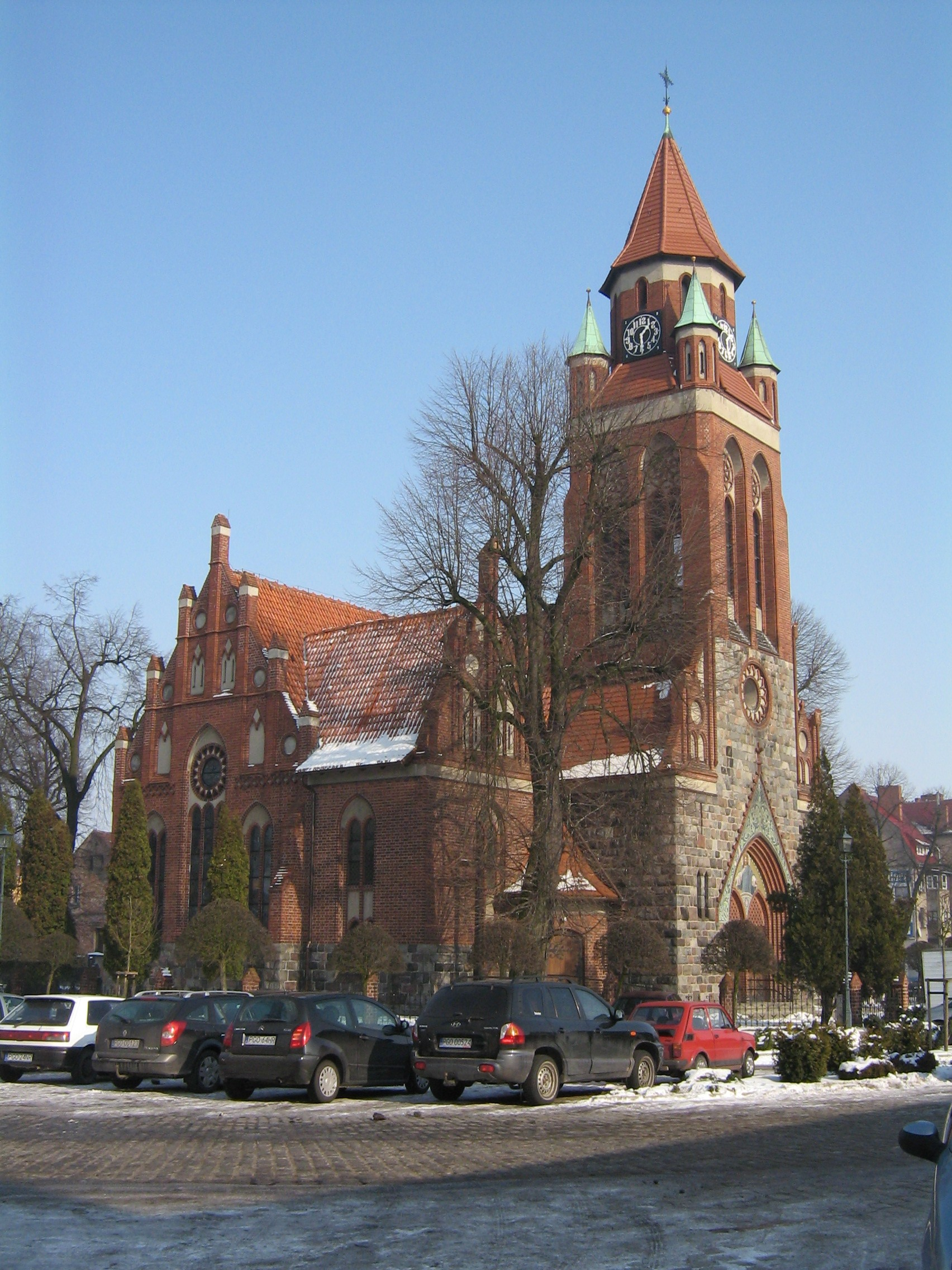
Ehem. evangelische Kirche Grätz
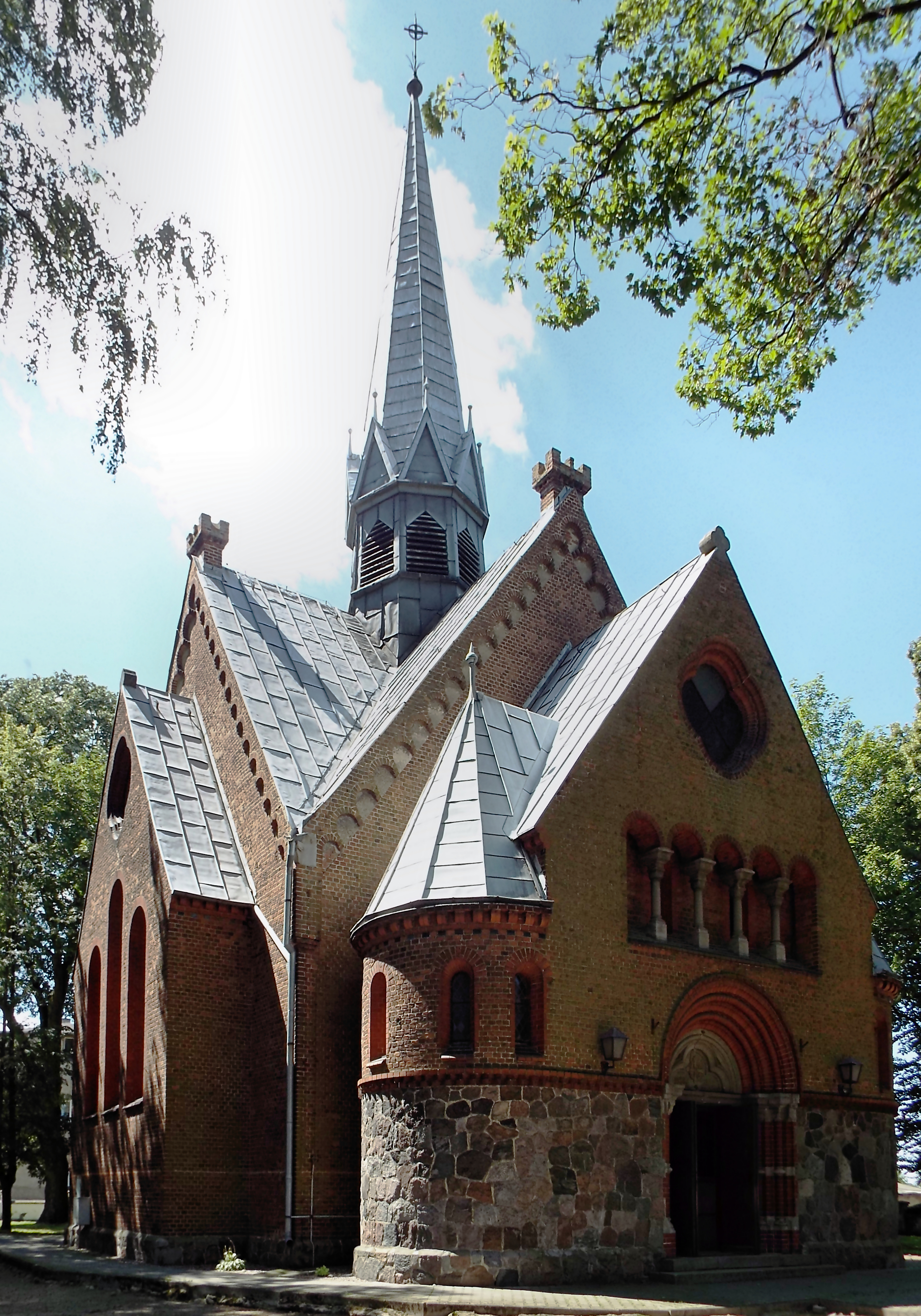
Ehem. evangelische Kirche Seeheim
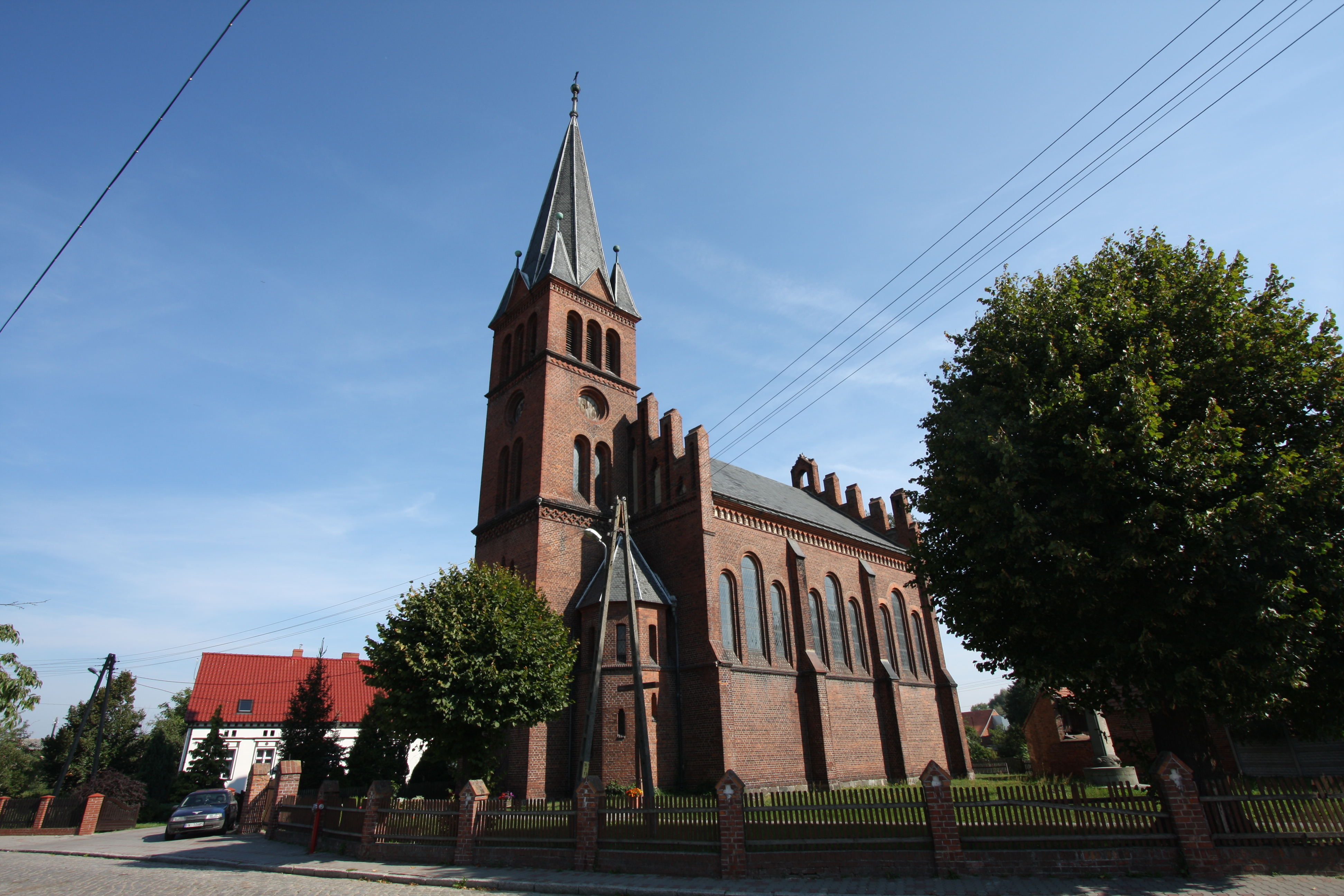
Ehem. evang. Kirche Kranz
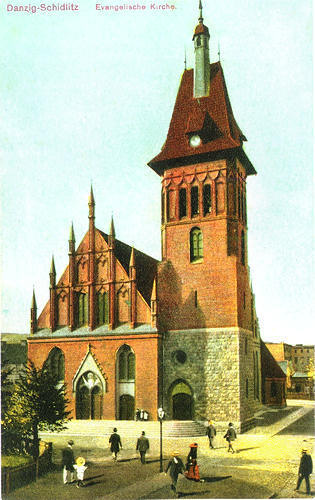
Evang. Heilandskirche in Danzig-Schidlitz, erbaut 1901, 1945 zerstört
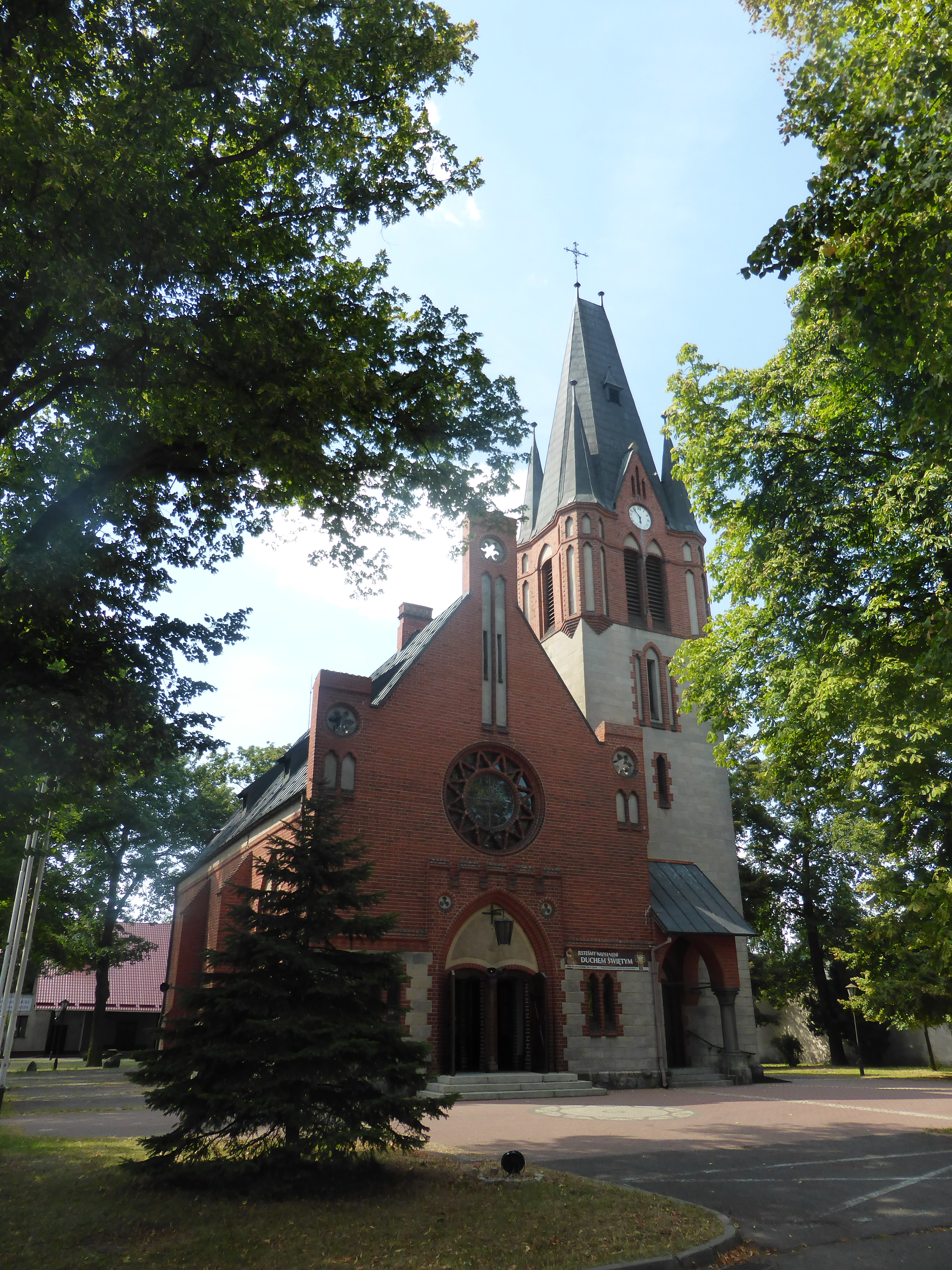
Ehem. evangelische Kirche Opalenitza
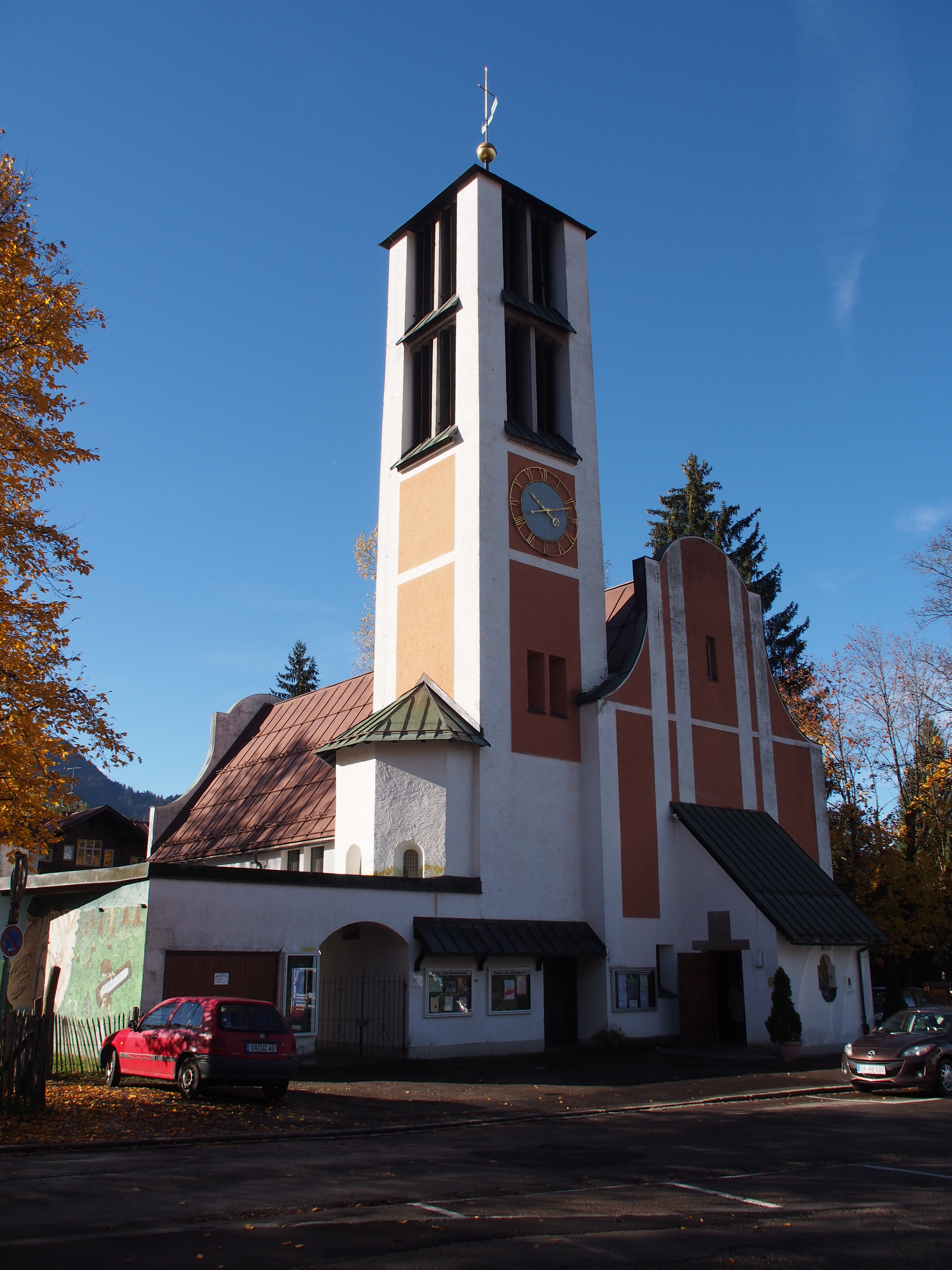
Evangelische Christus-Kirche Oberstdorf

### Schriften
- Das landwirtschaftliche Bauwesen. Handbuch zum Entwerfen, Construiren, Veranschlagen und Ausführen landwirthschaftlicher Gebäude für Bautechniker und Landwirthe. Hofstetter, Halle (Saale) 1882.
- Die Universitätsbibliothek in Halle a. d. S. In: Zeitschrift für Bauwesen. Nr. 7, 1885, Sp. 331–344 (zlb.de).